# Ладожское озеро
Ла́дожское о́зеро (также Ла́дога; в древности — Не́во) — озеро в Республике Карелия (северный и восточный берег) и Ленинградской области (западный, южный и юго-восточный берег), крупнейшее пресноводное озеро в Европе и второе по величине озеро России после Байкала.
Относится к бассейну Балтийского моря Атлантического океана. Площадь озера: без островов 17,87 тысячи км², с островами — 18,3 тысячи км²; объём водной массы — 838 км³; длина с юга на север — 219 км, наибольшая ширина — 125 км. Высота над уровнем моря — 4,84 м. Глубина изменяется неравномерно: в северной части она колеблется от 70 до 230 м, в южной — от 20 до 70 м. На берегах Ладожского озера расположены города: Приозерск, Новая Ладога, Шлиссельбург в Ленинградской области, Сортавала, Питкяранта, Лахденпохья в Республике Карелия. В Ладожское озеро впадают не менее 40 рек и крупных ручьёв, а вытекает одна — река Нева. В южной половине озера — три крупных залива: Свирская, Волховская и Шлиссельбургская губы.
Приладожье:
- Северное Приладожье — южная Карелия;
- Восточное Приладожье — Олонецкий район Карелии[7];
- Южное Приладожье — Кировский[8] и Волховский[9] районы Ленинградской области;
- Западное Приладожье — Карельский перешеек[10].

## Этимология
В древнерусской Несторовой летописи XII века упоминается как «озеро великое Нево» (несомненна связь с названием реки Нева (также ср. фин. neva «болото, трясина»)). В древних скандинавских сагах и договорах с ганзейскими городами озеро именуют Альдога.
С начала XIII века входит в обиход название Ладожское озеро, образованное от названия города Ладога, в свою очередь получившего название по одноимённому притоку в низовьях реки Волхов, от фин. alodejoki «река в низкой местности». Другие варианты происхождения названия озера: от карел. aalto «волна» (отсюда карел. aaltokas «волнистый»); от диалектного русского слова алодь, означающее «открытое озеро, обширное водное поле».
Название «Ладога» носит река, озеро и город. При этом до последнего времени не было вполне ясно, какое из названий является первичным. Название города выводили от наименования Ладожского озера (из фин. *aaldokas, aallokas «волнующийся» — от aalto «волна»), или от названия реки «Ладога» (ныне — Ладожка, из фин. *Alode-joki, где alode, aloe «низкая местность» и jok(k)i «река»).
Как пишет Т. Н. Джаксон, «к настоящему времени можно считать почти доказанным, что сначала возникло название реки, затем города и лишь затем озера», поэтому первичным она считает гидроним «Ладога», от фин. *Alode-jogi (joki) «нижняя река». От названия реки произошло название города др.-сканд. Aldeigja, и уже оно было заимствовано славянским населением и преобразовано при помощи метатезы ald → lad в др.-рус. Ладога. Скандинавское посредство между финским и древнерусским словом полностью подтверждается данными археологии: скандинавы на Ладоге впервые появились в начале 750-х годов, то есть на пару десятилетий раньше славян.
Е. А. Хелимский, напротив, предлагает германскую этимологию. По его мнению, первичным является название озера — от др.-сканд. *Aldauga «старый водоём». Этот гидроним связан с названием Невы (которая вытекает из Ладожского озера) в германских языках «новая». Через промежуточную форму *Aldaugja это слово дало др.-сканд. Aldeigja «Ладога (город)».

## Физико-географическая характеристика

### История формирования озера
В палеозое 300—400 миллионов лет назад вся территория современного бассейна Ладожского озера была покрыта морем. Осадочные отложения того времени — песчаники, пески, глины, известняки — покрывают мощной толщей (свыше 200 м) кристаллический фундамент, состоящий из гранитов, гнейсов и диабазов.
Северная часть Ладожского озера лежит на Балтийском кристаллическом щите, южная — на Восточно-Европейской платформе. В ближайших к Ладоге районах южная граница щита проходит приблизительно по линии Выборг — Приозерск — устье реки Видлицы — исток реки Свири.
Современный рельеф образовался в результате деятельности ледникового покрова (последнее, Валдайское оледенение закончилось около 12 000 лет назад). Основными факторами были постепенный подъём уровня мирового океана, изменения уровня и режима водоёмов, существовавших в котловине Балтийского моря в Голоцене, поступление воды от тающего ледника и его вес — начался (и продолжается) подъём суши.
Освобождение ото льда южной части Ладожской котловины произошло около 14 000 лет назад. Первоначально на освободившейся территории существовало независимое приледниковое озеро со стоком в Балтийское ледниковое озеро. По мере подъёма уровня Балтийского ледникового озера Ладога стала его частью не позднее 13 300 лет назад. На ранних стадиях бассейны соединялись в области Приневской низменности. После освобождения от ледника северной части Карельского перешейка около 12 200 лет назад озёра стали сообщаться через широкий пролив на севере современного перешейка — так называемый Хейниокский пролив. Пролив в районе Приневской низменности, постепенно сужаясь, просуществовал до спуска Балтийского ледникового озера. Отступление ледника в центральной Швеции открыло проливы в районе современной горы Биллинген около 10 300 лет назад, что привело к спуску Балтийского ледникового озера на 25—28 метров до уровня моря в течение всего нескольких лет.
На протяжении Иольдиевой стадии эволюции Балтийского бассейна (10 300—9500 лет назад) Ладога оставалась озером, сток из которого осуществлялся по территории, ранее занимаемой Хейниокским проливом. Площадь озера существенно сократилась, особенно в южной части.
С началом Анциловой стадии 9500 лет назад происходит подъём уровня Балтийского бассейна на 15—20 метров, что приводит к повторному объединению бассейнов через Хейниокский пролив. Продолжающийся подъём уровня Анцилового озера послужил причиной трансгрессии Ладожского озера около 9300—9200 лет назад, особенно выраженной в южной части современного бассейна. Появление реки Дана в районе современного пролива Большой Бельт вызвало постепенное падение уровня Анцилового озера, достигшего уровня моря около 9000 лет назад. Около этого времени Ладога вновь обособляется от Балтийского бассейна, а её уровень опускается значительно ниже современных отметок. Хейниокский пролив обсыхает и на севере Карельского перешейка появляются современные озёра.
Принято считать, что в период от 9000 до 5000 лет назад сток из Ладожского озера происходил в Выборгский залив через систему проток озёроно-речной системы Вуоксы. Порог стока находился в районе посёлка Вещево.
Между 5700 и 5000 лет назад воды озера Сайма прорвали гряду Салпаусселькя-I в районе Иматры, образовав современный канал стока в Ладогу через систему Вуоксы и значительно увеличив водосборный бассейн озера.
Около 5000 лет назад начался подъём уровня Ладожского озера, причины которого обычно связывают с увеличением приходной части водного баланса озера после присоединения системы Сайма. Предметом дискуссий является механизм стока из Ладожского озера в период между формированием современного направления стока в системе Вуоксы и появлением Невы. Ладожская трансгрессия, судя по профилю почвы 1 в Старой Ладоге, проходила 5700—3400 лет до настоящего времени.
Неравномерное изостатическое поднятие северной и южной части озера привело к «опрокидыванию» котловины Ладожского озера в южном направлении. В Приневской низменности в это время существуют реки Мга, устье которой находилось на месте современного истока Невы, и Тосна, впадавшая в Финский залив, разделённые водоразделом в районе современных Ивановских порогов. Подъём уровня в южной части Ладоги привёл к подтоплению долины Мги и размытию Мгинско-Тосненского водораздела около 2500 лет назад (по другим оценкам — от 4500 до 1200 лет назад). В ходе последующего углубления долины сформировалось современное русло Невы. Уровень озера после образования Невы упал на 12—13 метров.

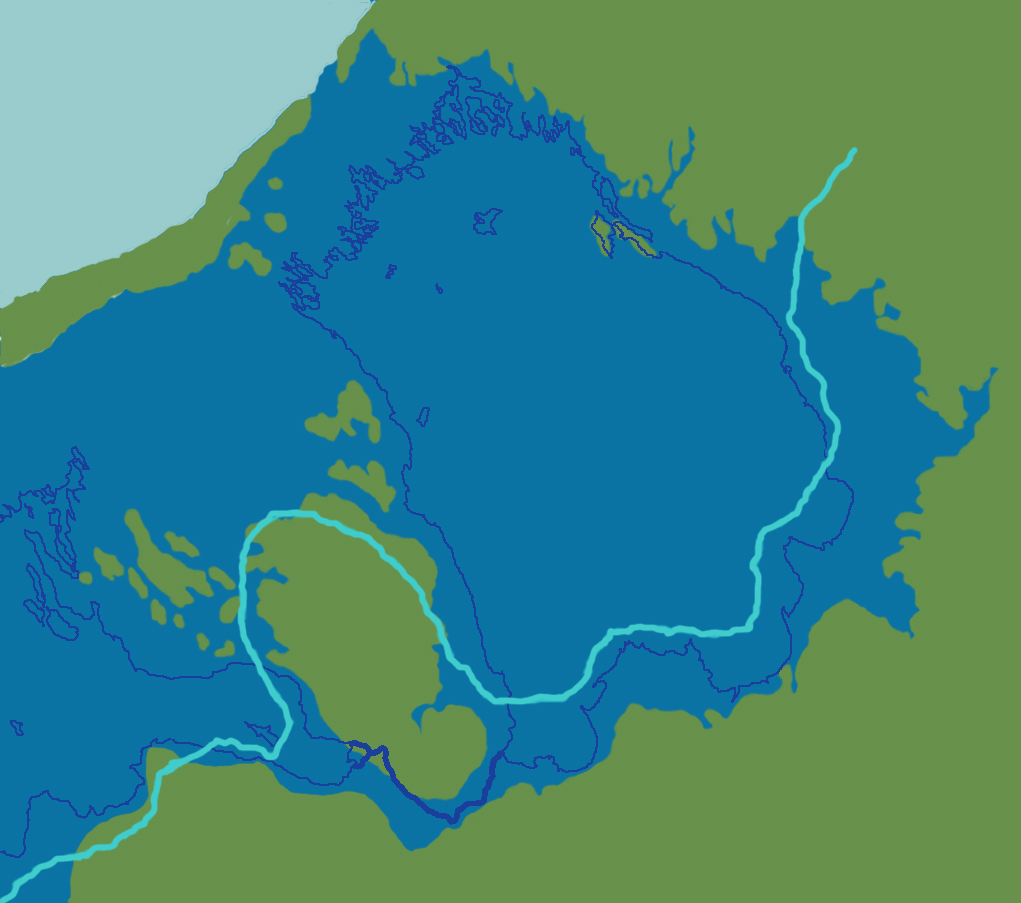
Ладожское озеро как часть Балтийского ледникового озера (между 12200 и 10500 лет назад). Голубая линия — граница покровного оледенения 13 300 лет назад
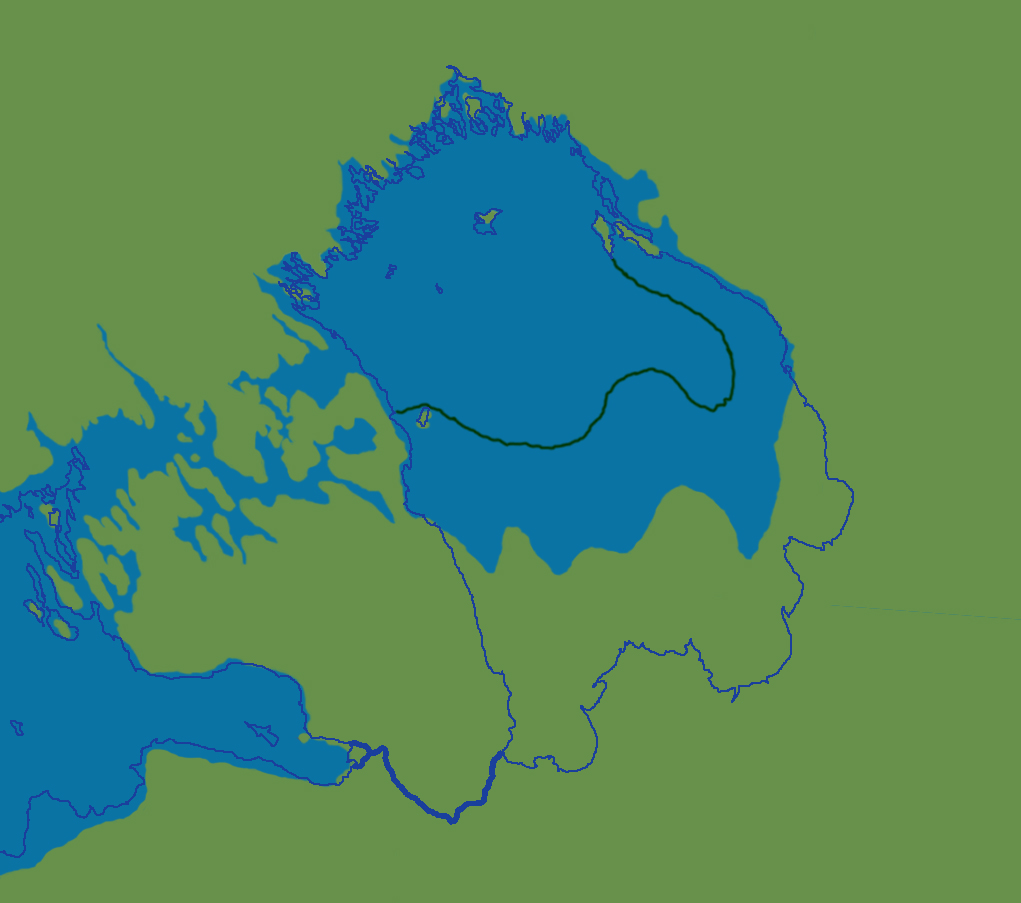
Ладожское озеро как часть Анцилового озера (между 9300 и 9200 лет назад). Зелёная линия — положение южной береговой линии Ладожского озера во время существования Иольдиевого моря
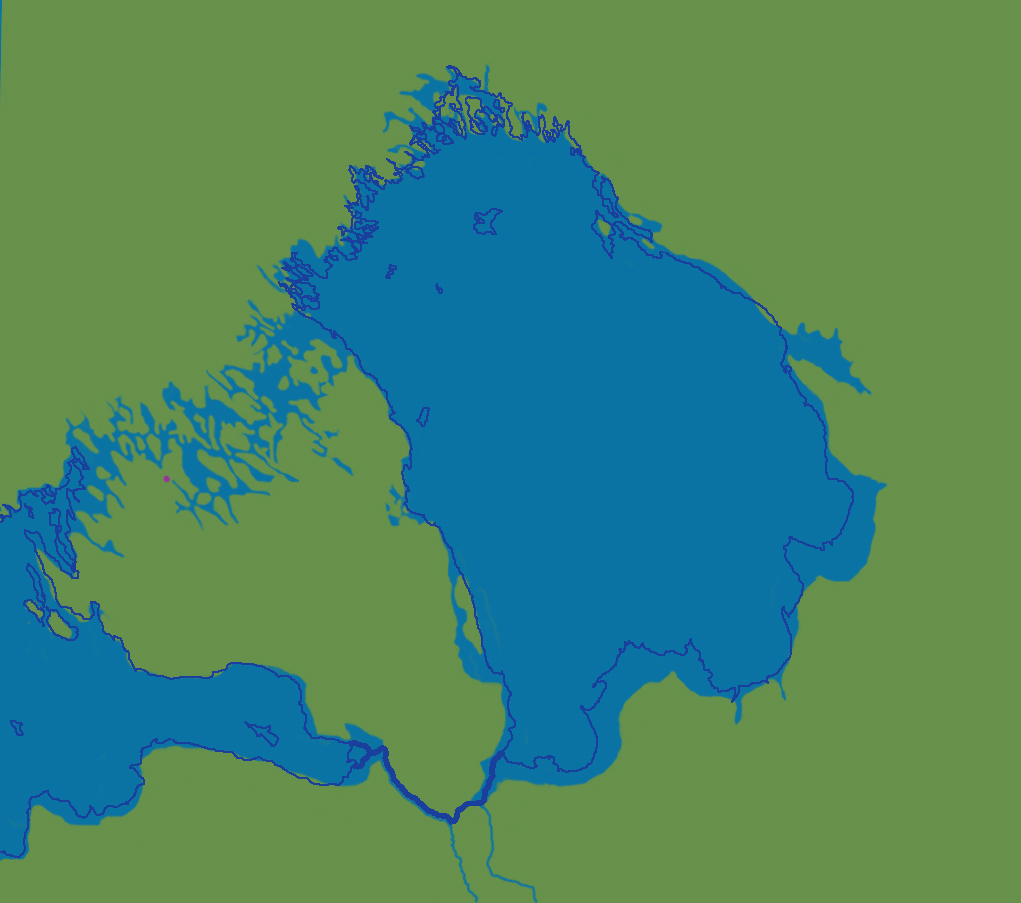
Береговая линия Ладожского озера в период максимума Ладожской трансгрессии перед появлением Невы (между 4500 и 2500 лет назад). Показаны долины рек Мга и Тосна, а также водораздел между ними

|                                    |
| Ладожское озеро в районе Сортавалы |

### Метеоритный кратер в Ладожском озере (Ладожская астроблема)
В 2000-х годах было высказано предположение, что Ладожское озеро имеет метеоритное происхождение. Северная, глубокая часть, является кратером взрыва, а остальная, мелководная часть, образовалась на месте кальдеры проседания. В пользу метеоритного происхождения говорят признаки ударно-взрывного оплавления и стеклования пород, а также наличие излившихся базальтов (или тагамитов). Считается, что кратер возник приблизительно 38,5 тыс. лет назад и составляет в диаметре около 80 км. Расчётные параметры породившего его небесного тела: размер — 11 км в поперечнике, скорость — 17 км/с.

### Климат
Климат над Ладожским озером умеренный, переходный от умеренно-континентального к умеренно-морскому. Такой тип климата объясняется географическим положением и атмосферной циркуляцией, характерной для Ленинградской области. Это обуславливается сравнительно небольшим количеством поступающего на земную поверхность и в атмосферу солнечного тепла.

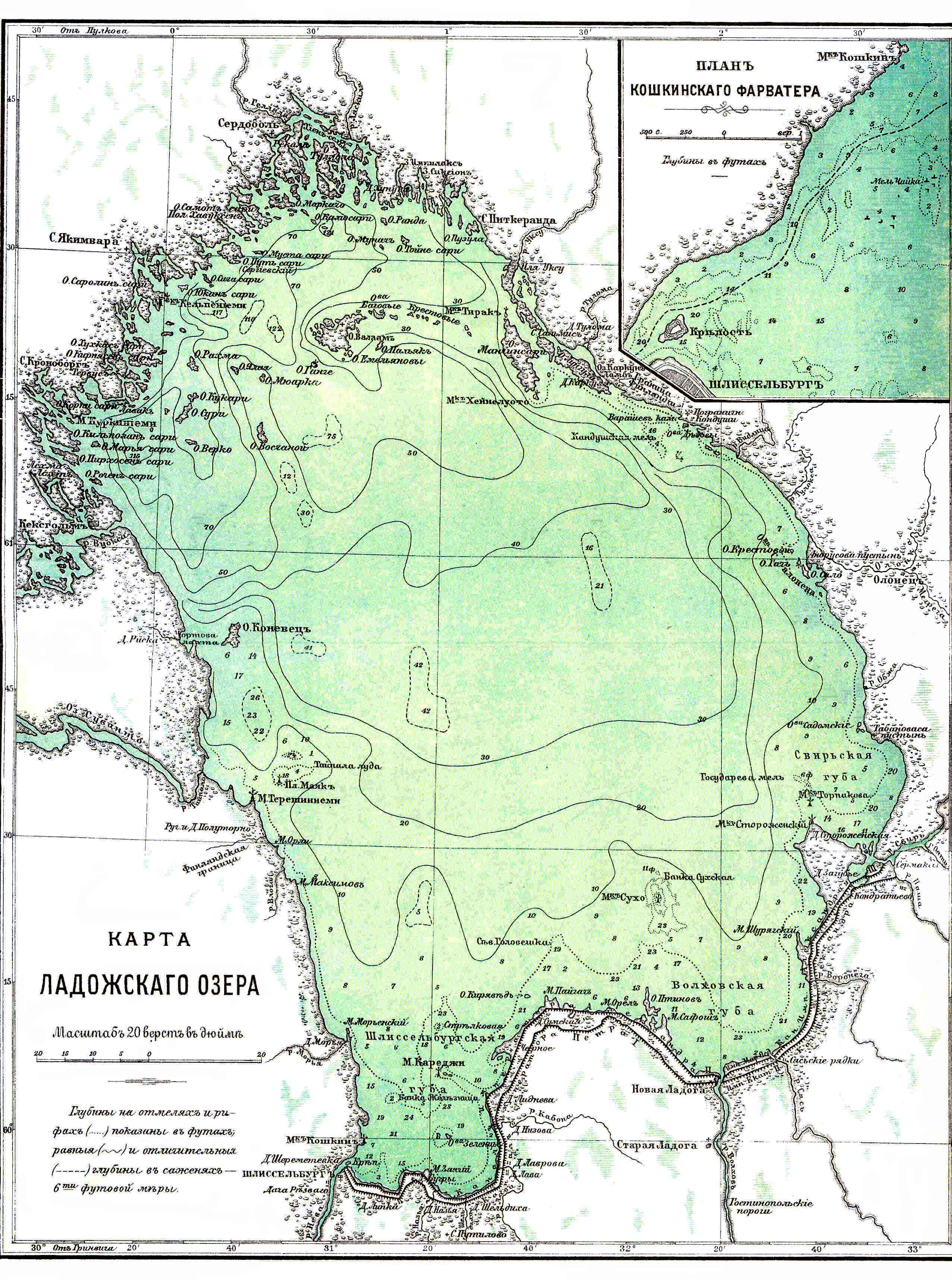
Карта из энциклопедии Брокгауза и Ефрона

Из-за небольшого количества солнечного тепла влага испаряется медленно. За год бывает в среднем 62 солнечных дня. Поэтому на протяжении большей части года преобладают дни с облачной, пасмурной погодой, рассеянным освещением. Продолжительность дня меняется от 5 часов 51 минуты в зимнее солнцестояние до 18 часов 50 минут в летнее солнцестояние. Над озером наблюдаются так называемые «белые ночи», наступающие 25—26 мая, когда солнце опускается за горизонт не более чем на 9°, и вечерние сумерки практически сливаются с утренними. Заканчиваются белые ночи 16—17 июля. В общей сложности продолжительность белых ночей более 50 дней. Амплитуда среднемесячных сумм прямой солнечной радиации на горизонтальную поверхность при ясном небе от 25 МДж/м² в декабре до 686 МДж/м² в июне. Облачность уменьшает в среднем за год приход суммарной солнечной радиации на 21 %, а прямой солнечной радиации — на 60 %. Среднегодовая суммарная радиация — 3156 МДж/м².
Заметное влияние на климатические условия оказывает само озеро. Это характеризуется сглаживанием экстремальных значений климатических характеристик, вследствие чего континентальные воздушные массы, проходя над поверхностью озера, приобретают характер морских воздушных масс. Средняя температура воздуха в районе Ладожского озера +3,2 °C. Средняя температура самого холодного месяца (февраля) −8,8 °C, самого тёплого (июля) +16,3 °C. Среднее годовое количество осадков — 475 мм. Наименьшее месячное количество осадков выпадает в феврале — марте (24 мм), наибольшее — в сентябре (58 мм).
В течение года в большей части Ладожского озера преобладают западные и юго-западные ветры. Средняя месячная скорость ветра в открытой части озера и на большинстве островов с октября по январь — февраль 6—9 м/с, в остальные месяцы 4—7 м/с. На побережье средняя месячная скорость ветра изменяется от 3 до 5 м/с. Штили отмечаются редко. В октябре на Ладожском озере часто наблюдаются штормовые ветры со скоростью более 20 м/с, максимальная скорость ветра достигает 34 м/с. Бризы наблюдаются на всём побережье летом в безветренные солнечные дни и ясные ночи. Озёрный бриз начинается около 9 часов утра и продолжается до 20 часов, скорость его — 2—6 м/с; распространяется он на 9—15 км в глубь суши. Туманы наблюдаются чаще всего весной, в конце лета и осенью.

### Берега, рельеф дна и гидрография озера
Площадь озера без островов составляет от 17,6 тыс. км² (с островами — 18,1 тыс. км²); длина с юга на север — 219 км, наибольшая ширина — 138 км. Объём водной массы озера — 908 км³. Это в 12 раз больше, чем ежегодно вливается в него реками и выносится рекой Невой. Сезонные колебания уровня воды в озере невелики из-за значительной площади водной поверхности этого водоёма и относительно небольшой годовой вариации количества поступающей в него воды. Последнее обусловлено наличием крупных озёр в пределах водосбора Ладожского озера и наличием гидроузлов на всех основных притоках, что всё вместе обеспечивает достаточно равномерный приток воды в течение года.
Береговая линия озера более 1000 км. Северные берега, начиная от Приозерска на западе до Питкяранты на востоке, большей частью высокие, скалистые, сильно изрезанные, образуют многочисленные полуострова и узкие заливы (фьорды и шхеры), а также мелкие острова, разделённые проливами. Южные берега низкие, слабо изрезанные, подтапливаемые из-за неотектонического субмеридионального перекоса озера. Побережье здесь изобилует мелями, каменистыми рифами и банками. В южной половине озера — три крупных залива: Свирская, Волховская и Шлиссельбургская губы. Восточный берег малоизрезан, в него вдаются два залива — Лункуланлахти и Уксунлахти, отгороженных со стороны озера одним из крупнейших островов Ладоги — Мантсинсаари. Здесь встречаются широкие песчаные пляжи. Западный берег ещё менее изрезан. Он порос густым смешанным лесом и кустарником, подступающим вплотную к урезу воды, вдоль которого россыпи валунов. Гряды камней нередко уходят от мысов далеко в озеро, образуя опасные подводные мели.
Для рельефа дна Ладожского озера характерно увеличение глубины с юга на север. Глубина изменяется неравномерно: в северной части она колеблется от 70 до 230 м, в южной — от 20 до 70 м. Средняя глубина озера — 50 м, наибольшая — 233 м (к северу от острова Валаам). Дно северной части неровное, изборождённое впадинами, а южной части более спокойное и отличается большей сглаженностью. Ладожское озеро занимает десятое место среди глубочайших озёр России.
|               |                 |                                     |  |                 |                                  |
| Ладога. Шторм | Полярное сияние | Каменистые острова Ладожского озера |  | Валун у Видлицы | Закат на смежном озере Куореярви |

Прозрачность у западного побережья Ладожского озера 2—2,5 м, у восточного побережья 1—2 м, в приустьевых участках 0,3—0,9 м, а к центру озера увеличивается до 4,5 м. Наименьшая прозрачность наблюдалась в Волховской губе (0,5—1 м), а наибольшая — к западу от Валаамских островов (летом 8—9, зимой свыше 10 м). На озере наблюдаются постоянные волнения. Во время сильных штормов вода в нём «кипит», а волны почти сплошь покрыты пеной. В водном режиме характерны сгонно-нагонные явления (колебания уровня воды на 50—70 см ежегодно, максимально до 3 м), сейши (до 3—4 м), высота волн при штормах до 6 м. Озеро замерзает в декабре (прибрежная часть) — феврале (центральная часть), вскрывается в апреле — мае. Центральная часть покрывается сплошным льдом только в очень суровые зимы. Из-за длительного и сильного зимнего охлаждения вода в озере и летом очень холодная; она прогревается только в тонком верхнем слое и в прибрежной полосе. Температурный режим различается в центральной глубоководной части озера и на побережье. Температура воды на поверхности в августе до +24 °C на юге, +18…+20 °C в центре, у дна около +4 °C, зимой подо льдом 0…+2 °C. Вода пресная и чистая (кроме участков, загрязнённых промышленными стоками), минеральные соли растворены в ничтожно малом количестве. Вода относится к гидрокарбонатному классу (малое содержание солей кальция и магния, чуть больше никеля, алюминия).
| Горизонт м | Май | Июнь | Июль | Август | Сентябрь | Октябрь | Ноябрь |
| 0          | 1   | 3    | 9    | 14     | 12       | 8       | 5      |
| 10         | 1   | 3    | 5    | 11     | 12       | 8       | 5      |
| 20         | 1   | 3    | 4    | 7      | 10       | 8       | 5      |
| 50         | 1   | 3    | 4    | 4      | 5        | 7       | 5      |
| 100        | 1   | 3    | 3    | 4      | 5        | 5       | 5      |
| 200        | 2   | 3    | 3    | 4      | 4        | 5       | 5      |

### Бассейн и острова

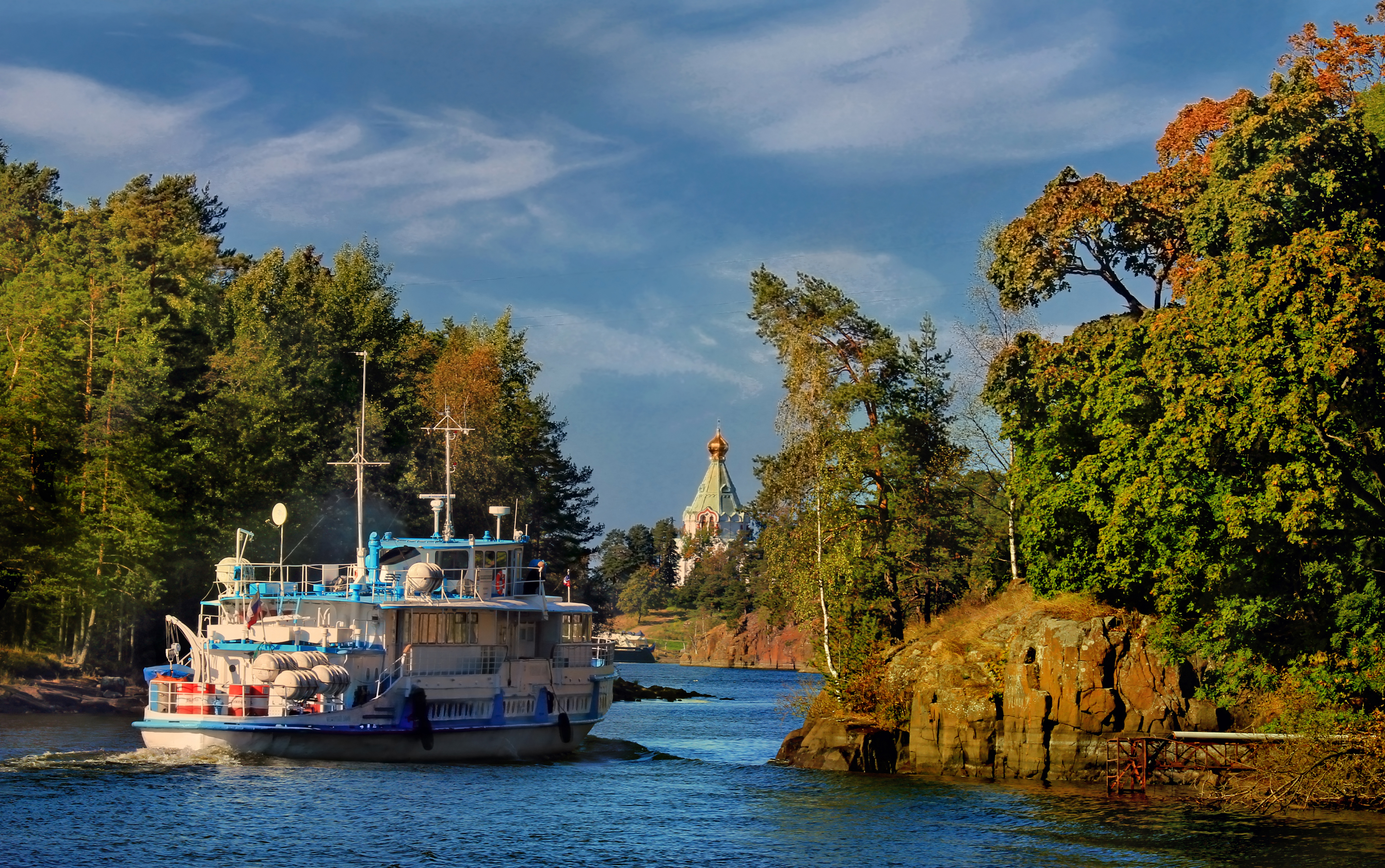
Свято-Никольский скит на острове Валаам на Ладожском озере и небольшой теплоход

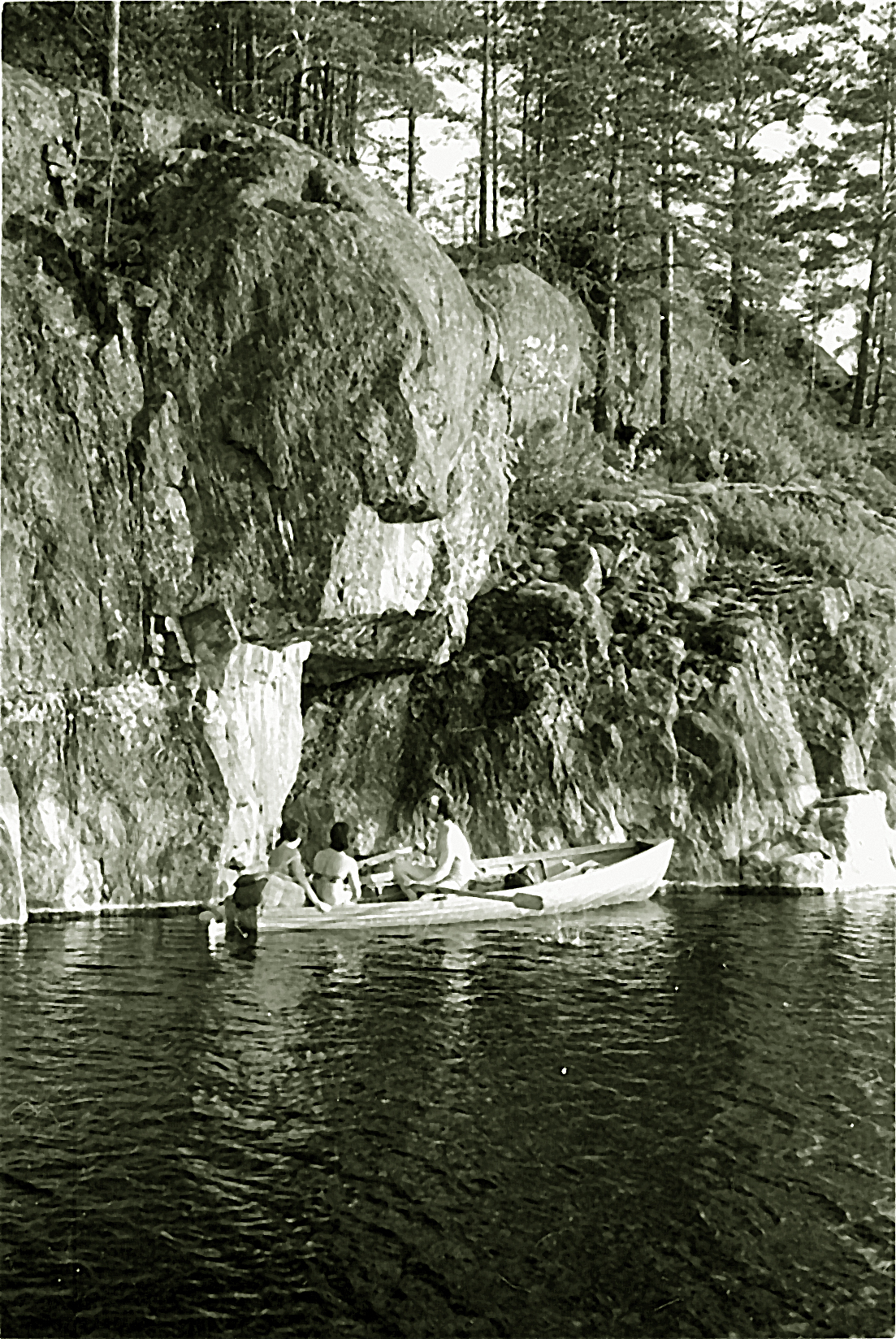
Скальный берег острова Монтосаари в заливе Сукмылахти

В Ладожское озеро впадают 35 рек. Крупнейшей рекой, которая впадает в него, является река Свирь, которая выносит в него воды из Онежского озера. Также в озеро поступает вода через реку Вуокса от озера Сайма, а через реку Волхов — от озера Ильмень. В него также впадают реки Морье, Авлога, Бурная, Кокколанйоки, Соскуанйоки, Иййоки, Тохмайоки, Янисйоки, Сюскюянйоки, Уксунйоки, Тулемайоки, Мийналанйоки, Видлица, Тулокса, Олонка, Обжанка, Воронежка, Сясь, Лава, Рябиновка, Назия и другие. Нева — единственная река, вытекающая из Ладожского озера.
Площадь водосборного бассейна — 258 600 км². Примерно 85 % (3820 мм) приходной части водного баланса даёт приток речных вод, 13 % (610 мм) — атмосферные осадки и 2 % (90 мм) — приток подземных вод. Около 92 % (4170 мм) расходной части баланса идёт на сток Невы, 8 % (350 мм) — на испарение с водной поверхности. Уровень воды в озере не постоянен. Его колебания хорошо заметны по более светлой полосе на поверхности уходящих в воду скал.
На Ладожском озере около 660 островов (площадью более 1 га) общей площадью 435 км². Из них около 500 сосредоточено в северной части озера, в так называемом шхерном районе, а также в составе Валаамского (ок. 50 островов, включая острова Байевые), Западного архипелагов и группы островов Мантсинсаари (около 40 островов). Самые крупные острова — Риеккалансаари (55,3 км²), Мантсинсаари (39,4 км²), Кильпола (32,1 км²), Тулолансари (30,3 км²) и Валаам (27,8 км²).
Наиболее известны на Ладожском озере Валаамские острова — архипелаг из примерно 50 островов площадью порядка 36 км², благодаря расположению на главном острове архипелага Валаамского монастыря. Также известен остров Коневец, на котором также расположен монастырь.
|                 |                 |               |            |                    |                                                     |
| Остров Кильпола | Остров Ореховый | Мыс Рихиниеми | Река Свирь | Валаамские острова | Скалы одного из островов Ладоги, заросшие деревьями |

### Флора и фауна
Северное и восточное побережья Ладожского озера относятся к подзоне средней тайги, а южное и западное — к подзоне южной тайги. Для средней тайги характерны ельники-черничники без подлеска, с сомкнутым древостоем и сплошным покровом блестящих зелёных мхов. В подзоне южной тайги господствуют темнохвойные породы с подлеском, где иногда встречаются липа, клён, ильм, появляется травяной ярус с участием дубравных трав, а моховой покров развит слабее, чем в средней тайге. Наиболее характерный тип леса — ельники-кисличники.
Острова озера скалистые, с высокими, до 60—70 м, иногда отвесными берегами, покрыты лесом, иногда почти голые или со скудной растительностью. Южное и юго-западное побережье озера на протяжении 150 км заросло камышом и рогозом. Здесь находятся пристанища и места гнездования водоплавающей птицы. На островах множество гнездовий чаек, на них растёт черника, брусника, а на более крупных есть грибы.
В Ладожском озере насчитывается 120 видов высших водных растений. Вдоль берегов островов и материка протягивается полоса тростниковых зарослей шириной 5—10 м. В глубоко врезанных в сушу заливах развиваются разнообразные группировки макрофитов. Ширина полосы зарастания в этих местах достигает 70—100 м. Почти полностью отсутствует водная растительность вдоль восточного и западного берегов озера. В открытых водах озера растительность развита слабо. Этому препятствуют большая глубина, низкая температура воды, малое количество растворённых питательных солей, крупнозернистые донные отложения, а также частые и сильные волнения. Поэтому наиболее разнообразная растительность встречается в северном — шхерном — районе Ладоги. В озере распространены 154 вида диатомовых, 126 видов зелёных и 76 видов сине-зелёных водорослей. В глубинных ладожских водах содержится лишь 60—70 тысяч микроорганизмов в см³, а в поверхностном слое — от 180 до 300 тысяч, что говорит о слабой способности озера к самоочищению.
В Ладожском озере было выявлено 378 видов и разновидностей планктонных животных. Больше половины видов приходится на долю коловраток. Четвёртую часть общего количества видов составляют простейшие, а 23 процента падает совместно на ветвистоусых и веслоногих рачков. Наиболее распространёнными в озере зоопланктонными видами являются дафнии и циклопы. Большая группа водных беспозвоночных животных обитает на дне озера. В Ладоге их найдено 385 видов (в основном различные рачки). Первое место в составе бентофауны принадлежит личинкам насекомых, на долю которых приходится больше половины всех видов донных животных — 202 вида. Далее идут черви (66 видов), водяные клещи, или гидрокарины, моллюски, ракообразные и другие.
Озеро богато пресноводной рыбой, которая на икрометание идёт в реки. В Ладожском озере проживают 53 вида и разновидности рыб: ладожская рогатка, лосось, форель, палия, сиги, ряпушка, корюшка, лещ, сырть, синец, густера, краснопёрка, жерех, сом, судак, плотва, окунь, щука, налим и другие. Воздействие человека на водоём снижает численность ценных рыб — лосося, форели, палии, озёрно-речных сигов и других, а атлантический осётр и волховский сиг занесены в Красную книгу России. К наиболее продуктивным районам относится мелководная южная часть озера с глубинами до 15—20 м, где сосредоточен основной промысел рыбы, а к наименее продуктивным — северный шхерный район. Из Финского залива по Неве для икрометания в Волхов и другие реки через озеро проходит осётр. Вдоль южного и юго-восточного берега Ладожского озера водится судак. Обитает в озере лосось, который осенью идёт в реки, где мечет икру. В Ладожском озере и Волхове разводят сига, сибирского осетра и других рыб.
В Приладожье регулярно встречается 256 видов птиц, принадлежащих к 17 отрядам. На транзитном пролёте весной и осенью здесь отмечено более 50 видов птиц. Миграционные связи Приладожья охватывают пространство от Исландии до Индии и от южной Африки до Новой Земли. Наиболее привлекательными для птиц территориями является южное Приладожье. Здесь на пролёте встречаются поганки, лебеди, гуси, утки, кулики, чайки, крачки, журавли и пастушковые, а также гнездовья речных уток, хохлатой чернети, красноголового нырка, чаек, крачек, большого и среднего кроншнепов, большого веретенника, травника, золотистой ржанки и других куликов, серого журавля, орлана-белохвоста, скопы, кобчика, филина, бородатой неясыти, болотной совы и ряда других птиц. Северные шхеры являются местом гнездования серощёкой поганки, большого и среднего крохалей, чаек (в том числе морской чайки и клуши), крачек (в том числе полярной крачки), куликов и многих других видов, на пролёте наблюдаются скопления арктических уток и куликов.
В Ладожском озере обитает единственный представитель ластоногих, ладожская кольчатая нерпа. Количество нерпы в озере оценивается в 4000—5000 голов (по данным 2000 года). Вид занесён в Красную книгу.

### Экологические проблемы

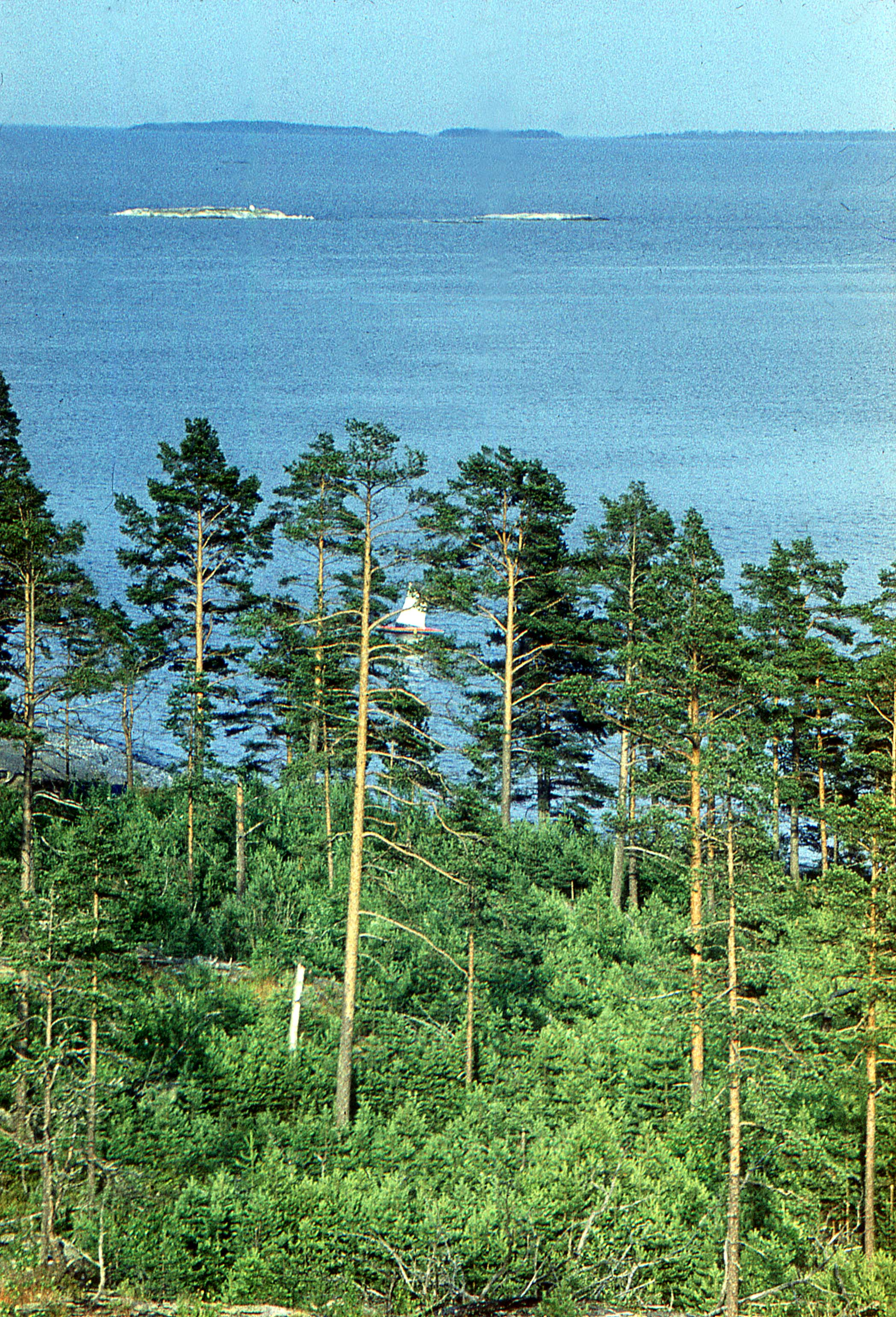
Остров Хейнясенмаа (на горизонте)

После Второй мировой войны на острове Хейнясенмаа проводились эксперименты с боевыми радиоактивными веществами, хранилищем которых служил трофейный эсминец, переименованный в «Кит». Подобные эксперименты проводились на острове Коневец, где с конца войны по 1996 год была опытная станция, на которой разрабатывали новые виды оружия и взрывчатки, испытывалось действие на животных фосфорорганических отравляющих веществ табуна, зарина, зомана.
Исследования показывают, что в Ладожском озере всё больше сильно загрязнённых участков. Около 600 промышленных предприятий (Волховский алюминиевый завод, ТЭЦ, котельные, нефтехимические и асфальтобитумные производства, пиролиз, а также автотранспорт, горящие свалки), в том числе целлюлозно-бумажные комбинаты (Сясьский целлюлозно-бумажный комбинат, Светогорский и Приозерский (закрыт в 1986 году) бумажные комбинаты) и несколько сотен сельскохозяйственных предприятий сбрасывают промышленные стоки в Ладогу и её притоки. Из них единицы имеют современные очистные сооружения.

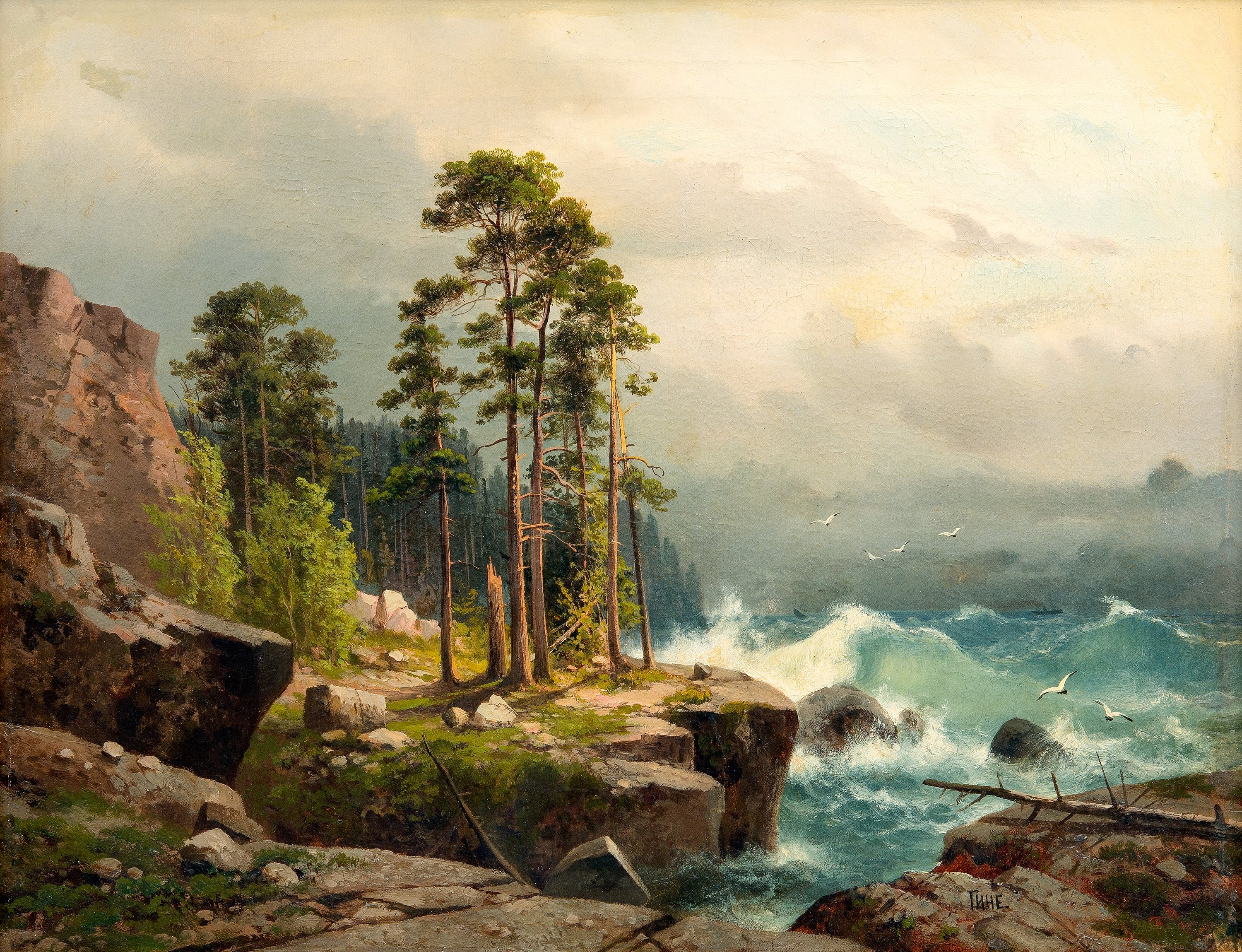
А. В. Гине, «Буря на Валааме»

В 1970-х годах воды Ладожского озера по существовавшим стандартам считались чистейшими и характеризовались I классом качества.
Сегодня Ладога считается умеренно загрязнённым водоёмом, ей присвоен III класс. На некоторых островах озера отмечено радиоактивное загрязнение.
Сложная радиационная обстановка отдельных участков озера связана с наличием и работой ядерно и радиационно опасных предприятий и объектов, а также последствий аварий на таких объектах. Так, на территории островов Кугрисаари, Макаринсаари, Хейнясенмаа, Ровелуото, Мекерикке, Безымянный 1, Безымянный были расположены полигоны по испытанию радиоактивных веществ. Предварительные обследования в 2001—2003 гг. выявили на территории семи вышеуказанных островов 25 участков радиоактивного загрязнения местности общей площадью около 30 000 м². В 2015 году заключён государственный контракт по реабилитации территории.
По данным на 2000 год концентрации никеля, меди, цинка, свинца, кадмия и кобальта в придонных водах южной прибрежной части Ладожского озера и впадающих в него рек близки к средним значениям концентраций в реках мира. Содержание железа выше средних мировых значений для озёрных вод в 3 раза, для речных — в 13 раз. Установлены две области с аномально высоким для бассейна Ладоги содержанием тяжёлых металлов в растворённой форме: устьевая зона реки Морье, где концентрации никеля, кадмия и меди превышают фоновые значения в 20, 10 и 3 раза соответственно и западная часть бухты Петрокрепость, где содержания меди и цинка выше фоновых соответственно в 20 и 10 раз. Особенно сильным микробным загрязнением, отличаются районы Волховской губы, восточного прибрежья (устья рек Олонки, Тулоксы, Тулемайоки) и ряд районов северного прибрежья (Приозерск, Питкяранта, Лахденпохья). Сильное микробное и токсическое загрязнение наблюдается в Свирской губе и ряде районов восточного прибрежья (устья рек Обжанки и Видлицы).

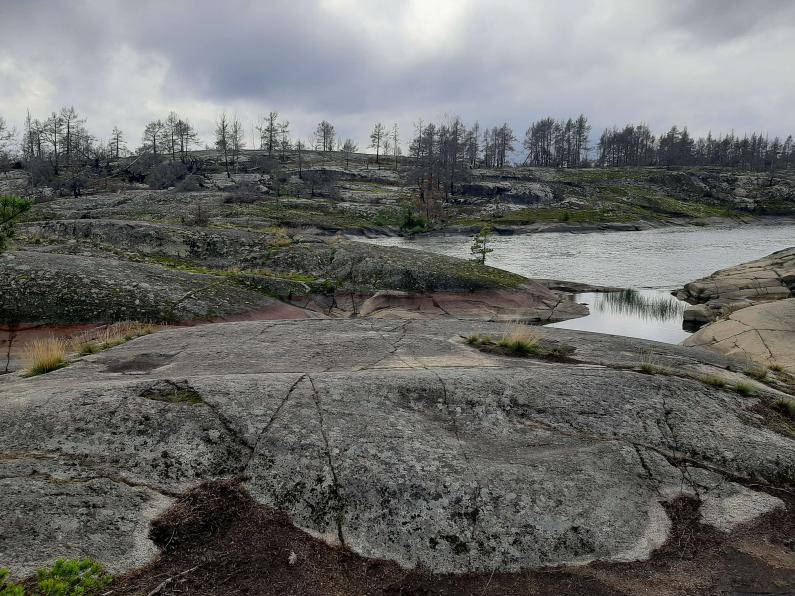
Ладожские шхеры в августе 2023 года

С 2008 года в шхерах севера Ладожского озера на территории Карелии создаётся Национальный парк «Ладожские шхеры». Территория будущего парка составит около 150 тысяч гектаров, примерно от южной границы с Ленинградской областью до посёлка Импилахти в Питкярантском районе. Национальный парк «Ладожские шхеры» — это территория с уникальным ландшафтом и климатом, выходом на поверхность докембрийских пород, мало нарушенными лесами и редчайшими видами растений, здесь обитает ладожская нерпа.

## История

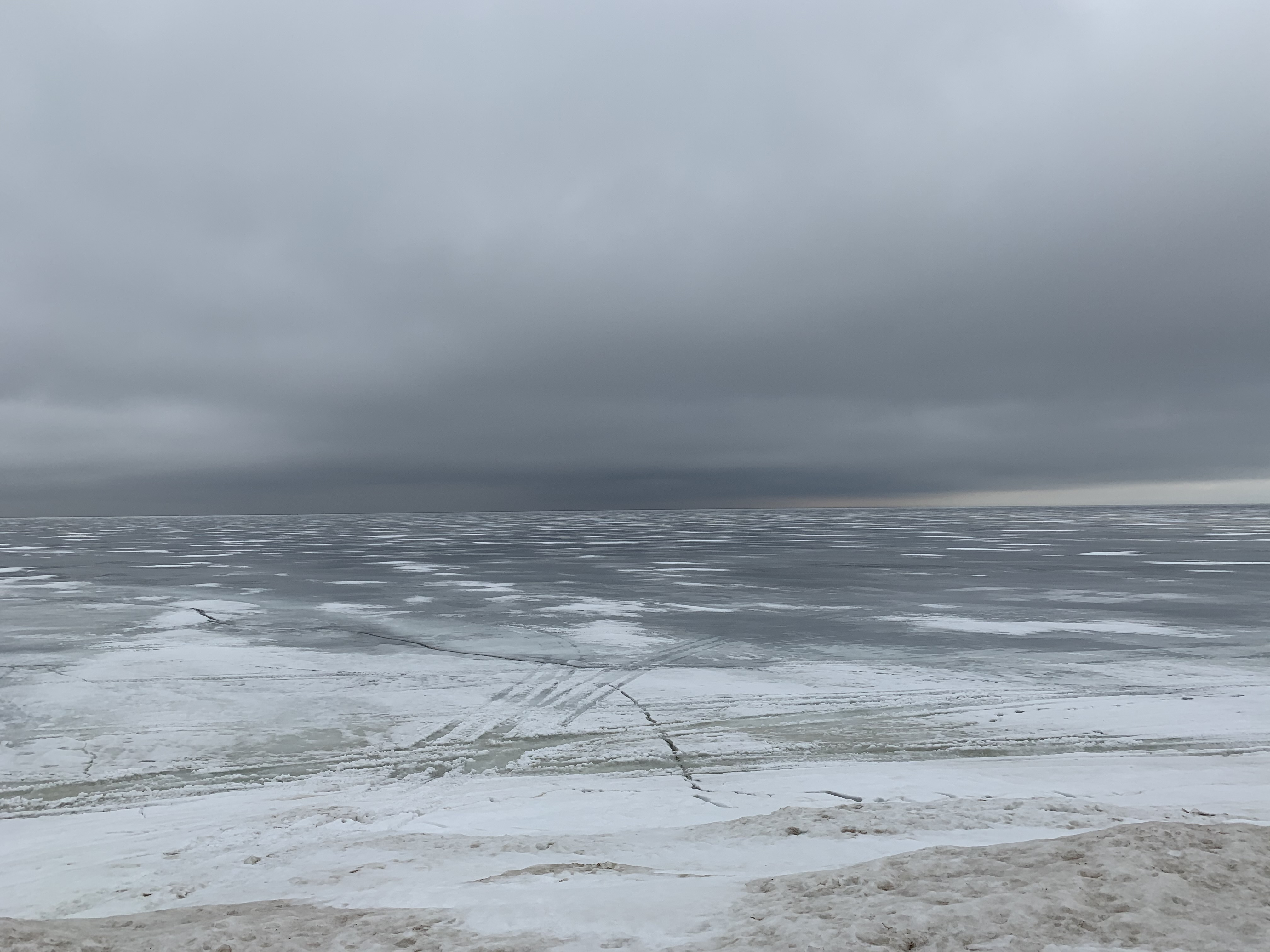
Ладожское озеро со стороны Осиновецкого маяка

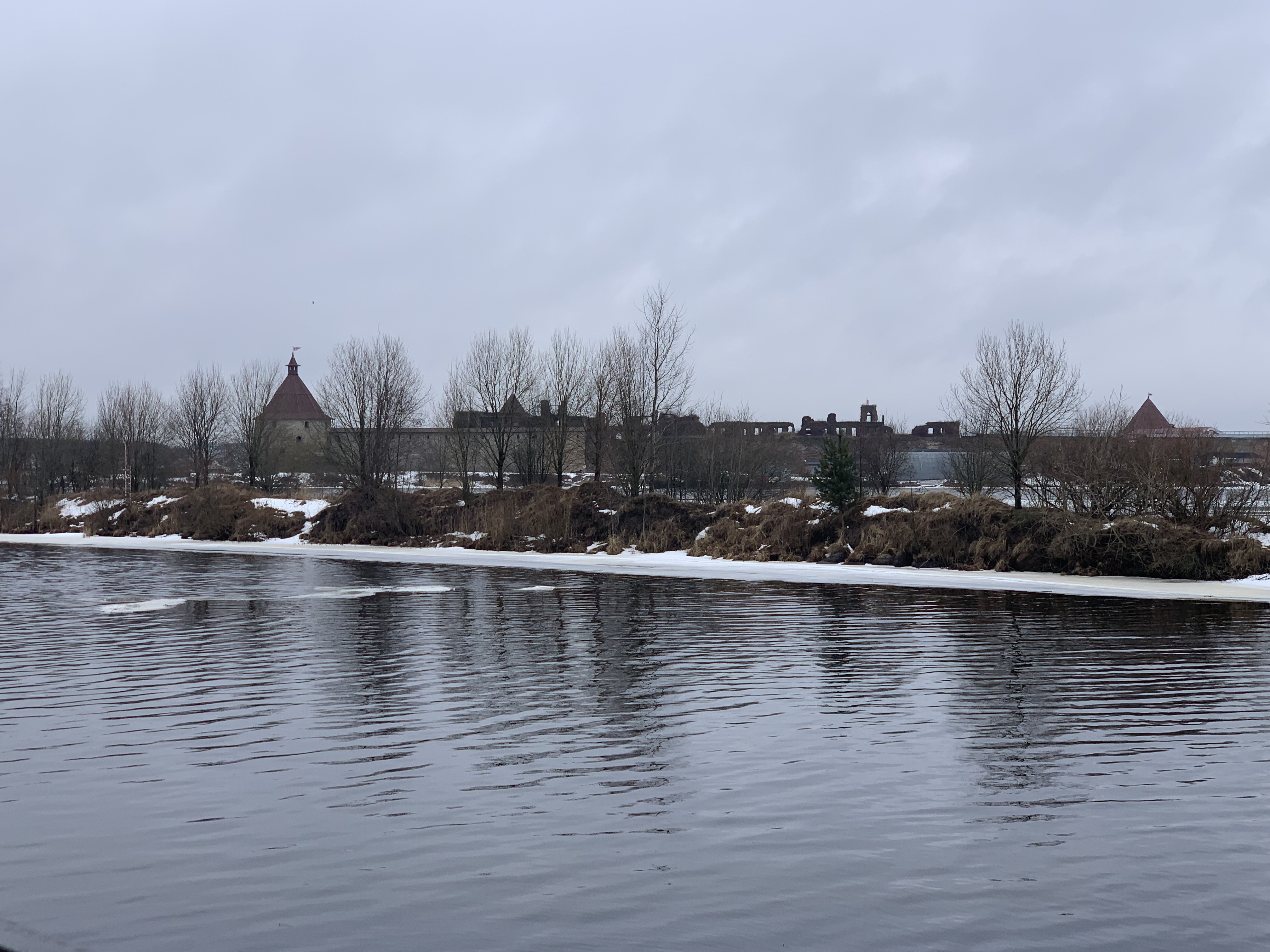
Крепость Орешек, Шлиссельбург

Через Ладожское озеро из Скандинавии через Восточную Европу в Византию с IX века проходил водный путь «Из варяг в греки». В VIII веке на реке Волхов неподалёку от впадения в Ладожское озеро был основан город Ладога, не позднее XII века на северо-западном берегу возник город Корела, в 1323 году у истоков Невы — крепость Орешек. В конце XIV века на Валаамских островах возник Валаамский монастырь, а на острове Коневец — Коневский Рождество-Богородичный мужской монастырь.
В результате поражения в войне со Швецией по Столбовскому миру 1617 года северное, западное и часть южного побережья Ладожского озера вошло в состав Шведского королевства. Русская крепость Орешек была переименована в Нотебург (Ореховый город), а крепость Корелы в Кексгольм. На северном берегу озера в 1632 году шведами было основано городское поселение Сордвалла. На начальном этапе Северной войны 1700—1721 годов Ладожское озеро и его побережье стали аренами военных действий. В 1702 году состоялось сражение кораблей в районе Кексгольма. 11 октября 1702 года штурмом была взята крепость Нотебург у истоков Невы. Петром I она была переименована в Шлиссельбург (Ключ-город). По распоряжению царя Петра I в 1704 году на южном побережье Ладожского озера основан город Новая Ладога. В 1705 году российские войска перешли по льду озеро и на три дня заняли город Сордвалла. В 1710 году штурмом был взят город Кексгольм. По Ништадтскому мирному договору 1721 года побережье Ладожского озера стало полностью российским. Для упрощения судоходства вдоль южного берега озера в 1718—1731 годах от Невы до Волхова построен Староладожский канал. Взамен обмелевшего канала в 1861—1866 годах построили Новоладожский канал.
С 1939 по 1944 год в Ладожском озере действовала Ладожская военная флотилия в составе Балтийского флота. Во время Великой Отечественной войны в 1941—1944 годах большая часть побережья Ладожского озера была оккупирована германскими и финскими войсками. В юго-западной части озера с сентября 1941 по март 1943 года действовала «Дорога жизни», связывавшая находящийся в блокаде город Ленинград с остальной территорией страны. Дорога организована в сентябре 1941 года от порта Осиновец по Ладожскому озеру: в навигацию — водным транспортом на Кобону (35 км) и Новую Ладогу (135 км), в ледостав — автомобильным транспортом на Кобону. За это время по Дороге жизни было доставлено 1,6 миллиона тонн грузов и эвакуировано на «Большую землю» более 1,3 млн человек.

## История исследований озера

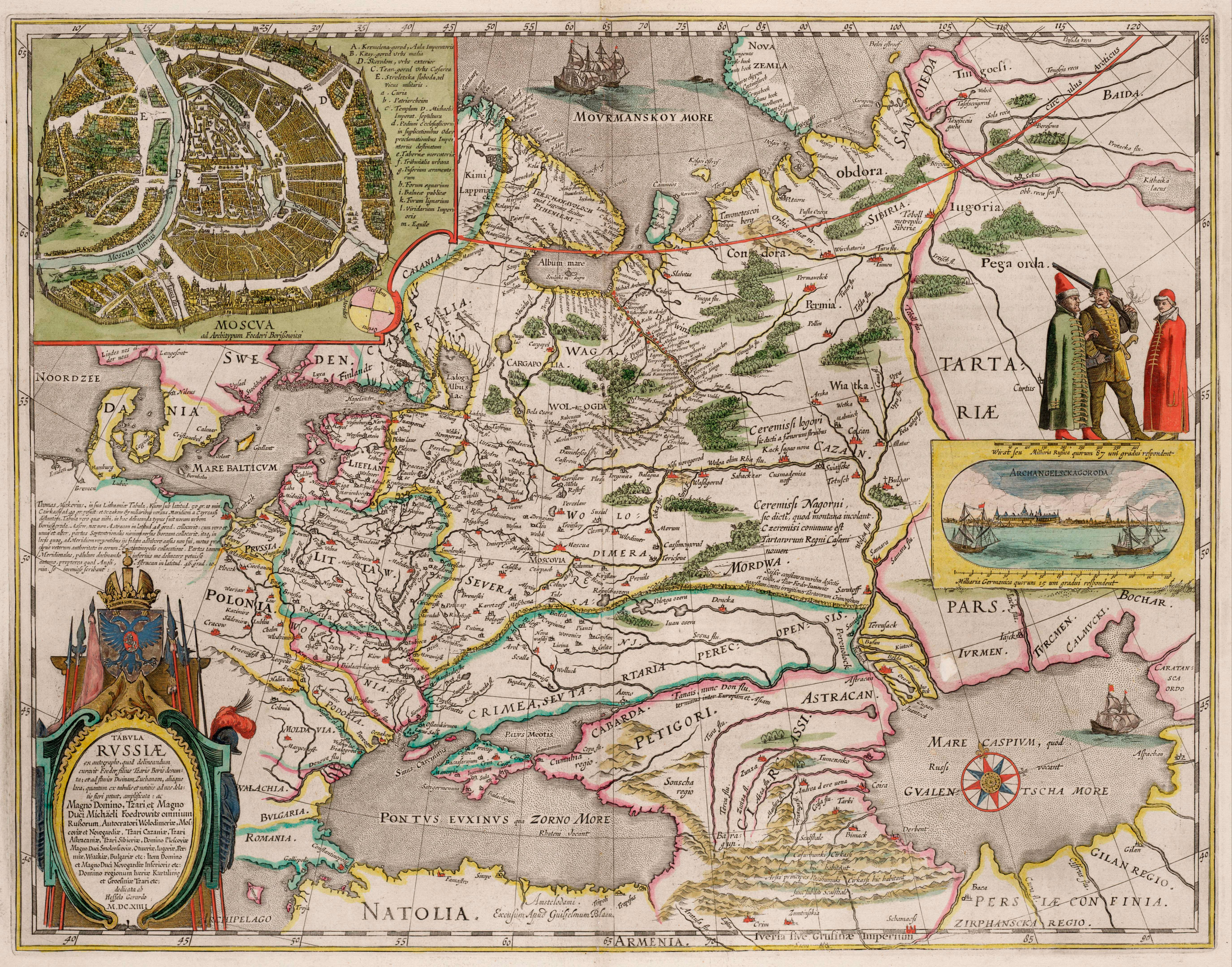
Карта России Гесселя Герритса 1614 года (основанная на чертеже Фёдора Годунова)

Новгородцы на протяжении нескольких веков имели на Ладоге не только торговый, но и военный флот. От них географические сведения разными путями попадали к западноевропейским картографам. На одной из первых карт Московского государства изготовленной средневековым немецким учёным Себастьяном Мюнстером в 1544 году обозначено озеро Ладога. На чертеже Руси 1600 года составленном царевичем Фёдором Годуновым Ладожское озеро прописано с большой точностью очертаний берегов. В середине XVIII века была составлена «Карта Ладожского озера и канала», на которой показаны береговая линия и трасса канала с указанием его профилей.
В 1763—1765 годах по поручению Государственной Адмиралтейской Коллегии экспедиция под руководством капитан-лейтенанта Д. Селянинова выполнила промер в средней части озера, исследовала прибрежную часть его около Шлиссельбурга, а у остальных берегов была проведена только рекогносцировка. Была составлена рукописная карта, которая не была напечатана. Позднее на остальных участках у берегов озера проводили исследования гидрографы М. П. Фондезин, Я. Я. Мордвинов. На основе этих сведений в 1812 году в чертёжной Адмиралтейского департамента была составлена и издана первая карта всего Ладожского озера. В 1858 году Морское министерство распорядилось сделать систематическую опись озера, для чего Гидрографический департамент снарядил экспедицию под руководством штабс-капитана А. П. Андреева, работавшую до 1866 года. По итогам экспедиции Русское географическое общество в 1875 году наградило А. П. Андреева большой золотой и серебряной медалями.
В 1930-х годах Управлением по обеспечению безопасности кораблевождения на Балтийском море была организована вторая экспедиция по проведению систематической описи Ладожского озера, создана новая триангуляционная сеть на берегах озера до границы с Финляндией, с помощью рыболотов выполнен промер береговой и центральной части озера. В прибрежной полосе суши была проведена топографическая съёмка, развёрнута сеть футштоков для наблюдений за колебаниями уровня озера, было обследовано много банок. На основе этих материалов составлены карты и планы масштабов 1:100 000—1:25 000, а на отдельные бухты — масштаба 1:10 000. В 1950—1960-х годах силами Балтийской гидрографической экспедиции проводилась систематическая подробная опись всего озера, в результате которой обновлялись старые и появлялись новые планы масштаба 1:10 000.
С 1956 года Лаборатория озероведения (теперь — Институт озероведения РАН) начала проведение комплексных лимнологических исследований (гидрологических, гидрохимических и гидробиологических) озера. Систематические наблюдения проводились на станциях постоянной сети, включающей 114 точек, равномерно распределённых по акватории озера, в том числе 21 точку наблюдений, выполняемых в процессе мониторинга, и 7 станций для проведения комплексных наблюдений на продольном разрезе озера. В результате были получены данные по пространственному и сезонному распределению характеристик гидрологических, гидрохимических и гидробиологических процессов и изучена их взаимосвязь в озёрной экосистеме. Проводились комплексные исследования, направленные на изучение состояния экосистемы в условиях возросшего антропогенного воздействия, дан прогноз его дальнейшего развития при различных уровнях поступления фосфора в экосистему. После 1991 года проводились исследования закономерностей функционирования экосистемы водоёма, разработаны основы эколого-химико-токсикологического мониторинга озера. Кроме Института озероведения РАН и Гидрографической службы Военно-морского флота России, в исследованиях Ладожского озера принимали участие Северо-Западное управление Роскомгидромета, Невско-Ладожское Бассейновое водное управление, Институт водных проблем Севера Карельского научного центра РАН, Государственный Комитет по охране окружающей среды Республики Карелия, ВНИИОкеангеология, Всероссийский научно-исследовательский геологический институт (ВСЕГЕИ), Санкт-Петербургский государственный университет, Университет Йоэнсуу (Финляндия) и другие организации. Результатом этой работы стал Атлас «Ладожского озера» вышедший в 2002 году.
С 2002 года на дне Ладожского озера и Финского залива участники проекта «Тайны затонувших кораблей» работают над составлением государственного регистра затонувших кораблей, самолётов и различных подводных объектов. Благодаря особенностям воды, достаточно пресной и холодной, много затонувших объектов довольно хорошо сохранились на дне озера.

## Хозяйственное значение
Озеро судоходно, является частью водной магистрали, входящей в состав Волго-Балтийского водного пути и Беломорско-Балтийского канала. Наиболее интенсивное движение судов осуществляется на юге озера от реки Невы до реки Свири. На Ладоге не редки серьёзные шторма, особенно в осеннее время. Тогда в целях безопасности движение пассажирских теплоходов по Ладоге может быть на время запрещено.
Со времени основания Петербурга Ладожское озеро вошло составной частью в водную транспортную систему северной части России. В целях обеспечения безопасности плавания вдоль южного берега озера известным гидротехником, труды которого были высоко оценены Петром — Минихом был проложен канал, впоследствии названный Староладожским каналом. Когда его размеры оказались малы, несколько севернее для бесперебойного движения вдоль южного берега озера от Невы до Свири был проложен Новоладожский канал, длина которого 169 км. Сейчас Староладожский канал почти целиком зарос и пересох, а Новоладожский используется и по сей день для прохода речных судов, не приспособленных к озёрным условиям. По данным на 2000 год по озеру перевозится около 8 миллионов тонн различных грузов. С Волги на Балтику везут нефть и нефтепродукты (4 миллиона т в год), химическое сырьё (0,63), лес (0,39), стройматериалы (0,13), прочее (0,41). В обратном направлении строительные материалы (1,2), прочее (1,11). Кроме того, по Ладожскому озеру ежегодно перевозится около 77 000 пассажиров: 40 000 по направлению Волга — Балтика и 37 000 по направлению Балтика — Волга. Шлюзы на реке Свирь в навигации 2010—2012 годов работают с 30 апреля по 15 ноября.
Из Санкт-Петербурга, Москвы, Приозерска, Сортавалы совершаются туристические круизы на острова Валаам и Коневец. При заходе туристических судов на Валаамский архипелаг, теплоход идёт по центральной акватории Ладоги, при этом берегов не видно. При сильном ветре возможна довольно чувствительная качка. Регулярного пассажирского сообщения по озеру нет, но регулярно несколько раз в день во время навигации по маршрутам Сортавала — Валаам, Питкяранта — Валаам и Приозерск — Коневец ходят туристические теплоходы, в том числе и на подводных крыльях.
Ведущее промысловое значение имеют около 10 видов рыб, среди которых наиболее массовыми являлись ряпушка, рипус и корюшка. Достаточно многочисленны также судак и различные формы озёрных сигов.

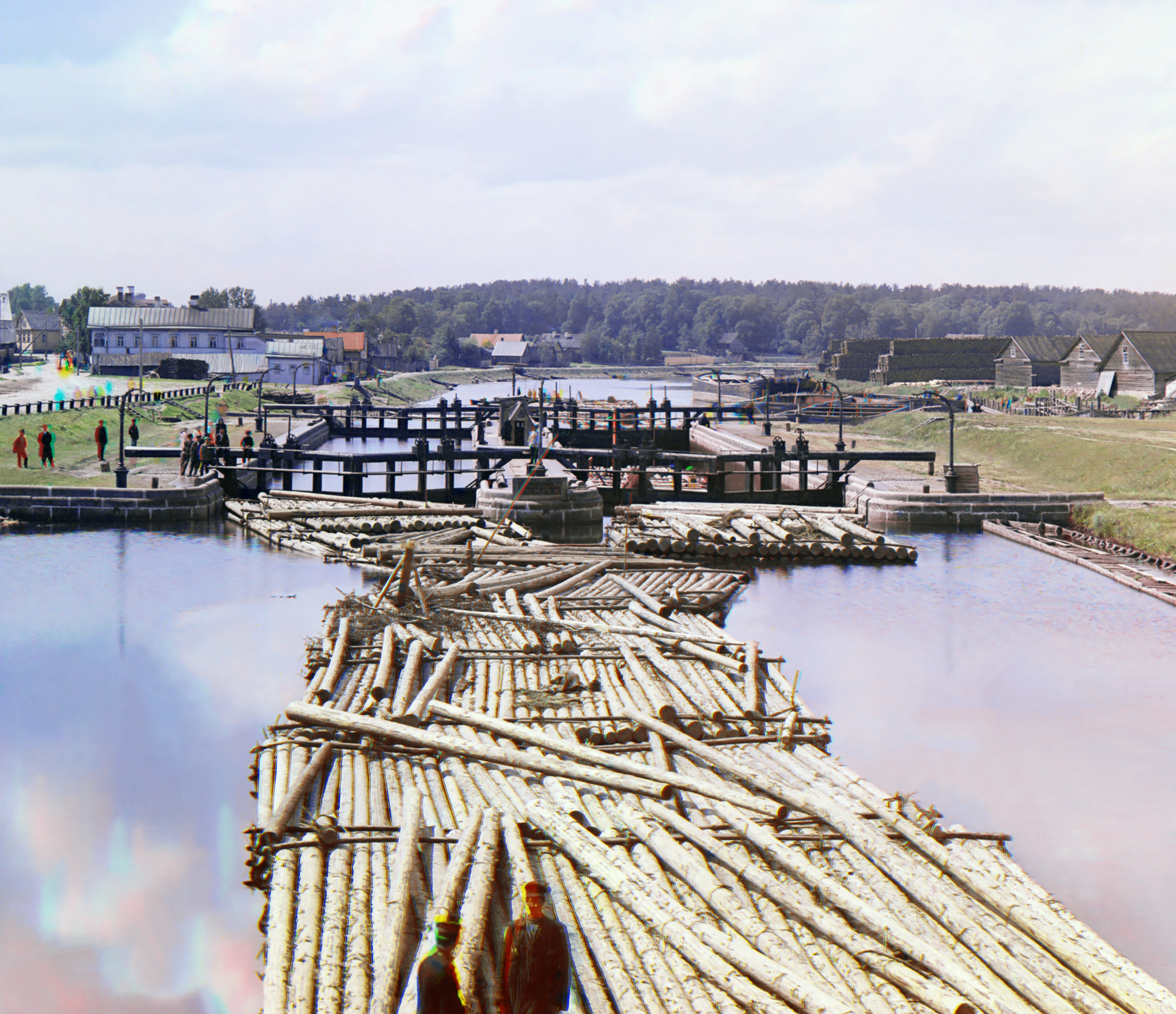
Староладожский канал (фото 1909 года)
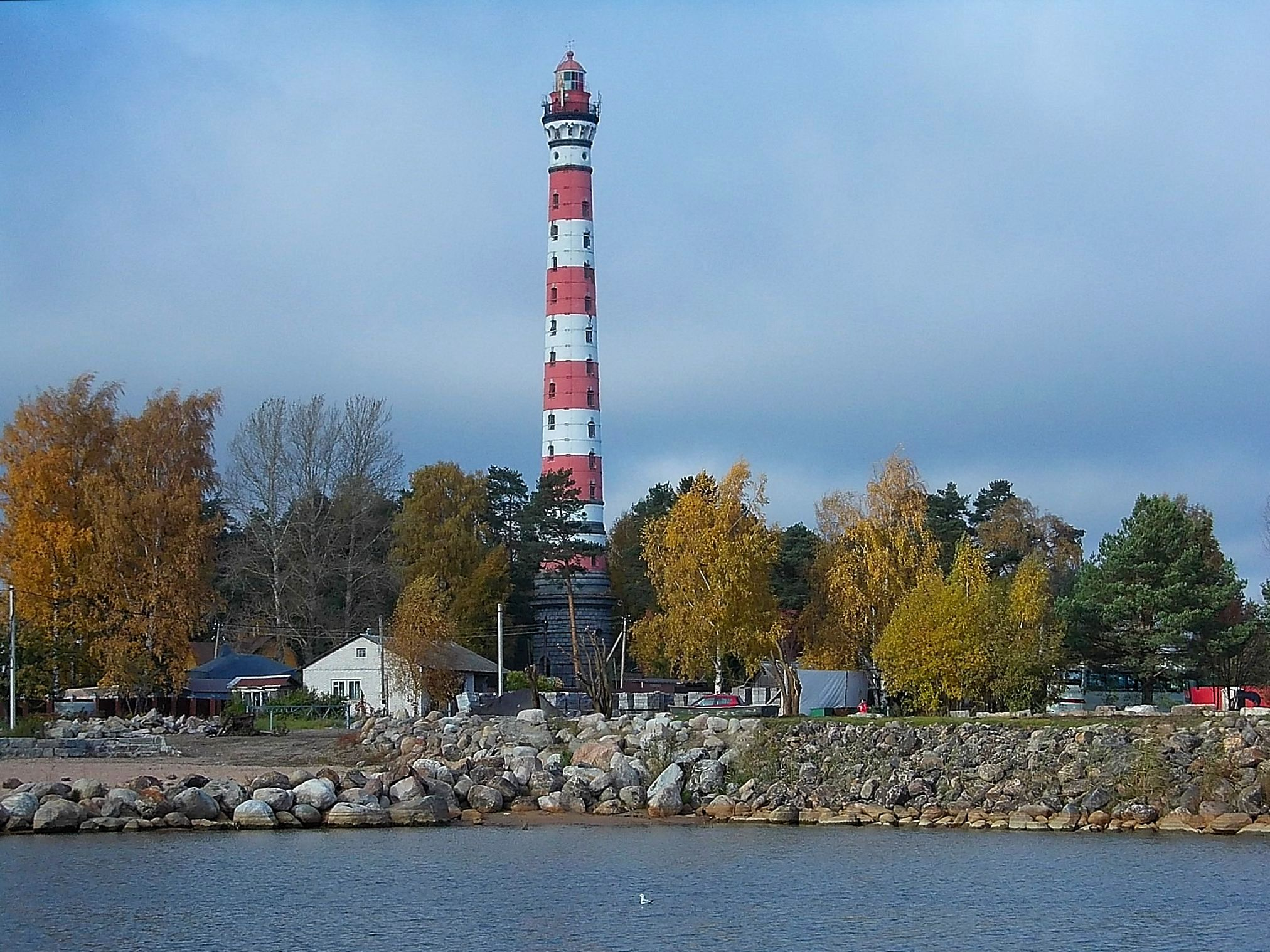
Осиновецкий маяк — 9-й по высоте в мире
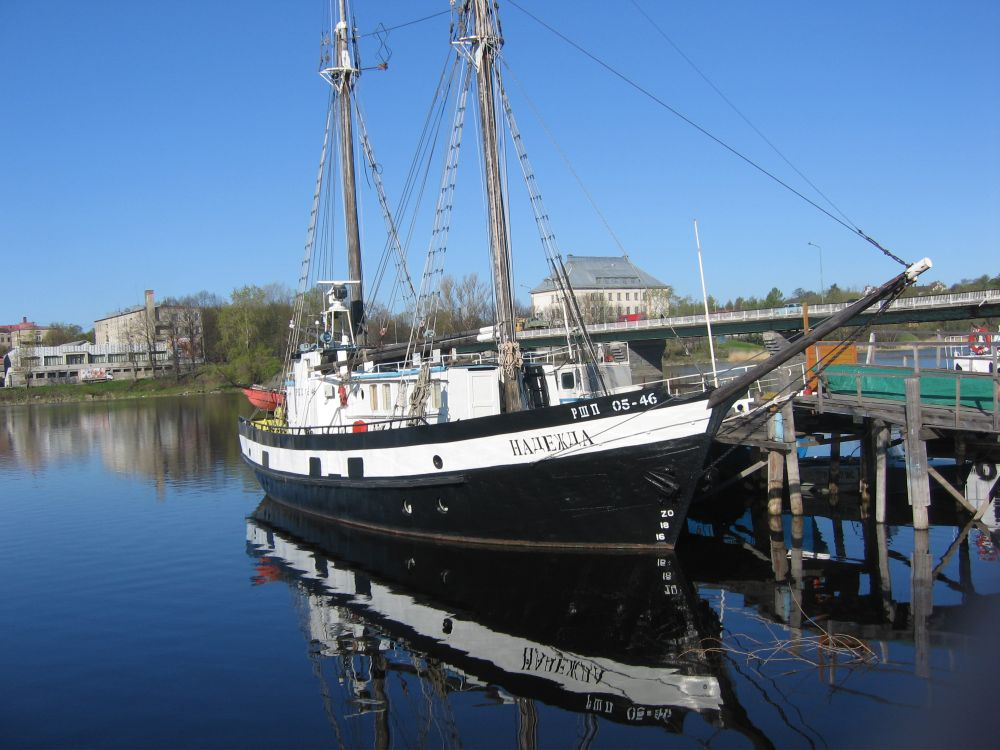
Парусное судно на Ладоге
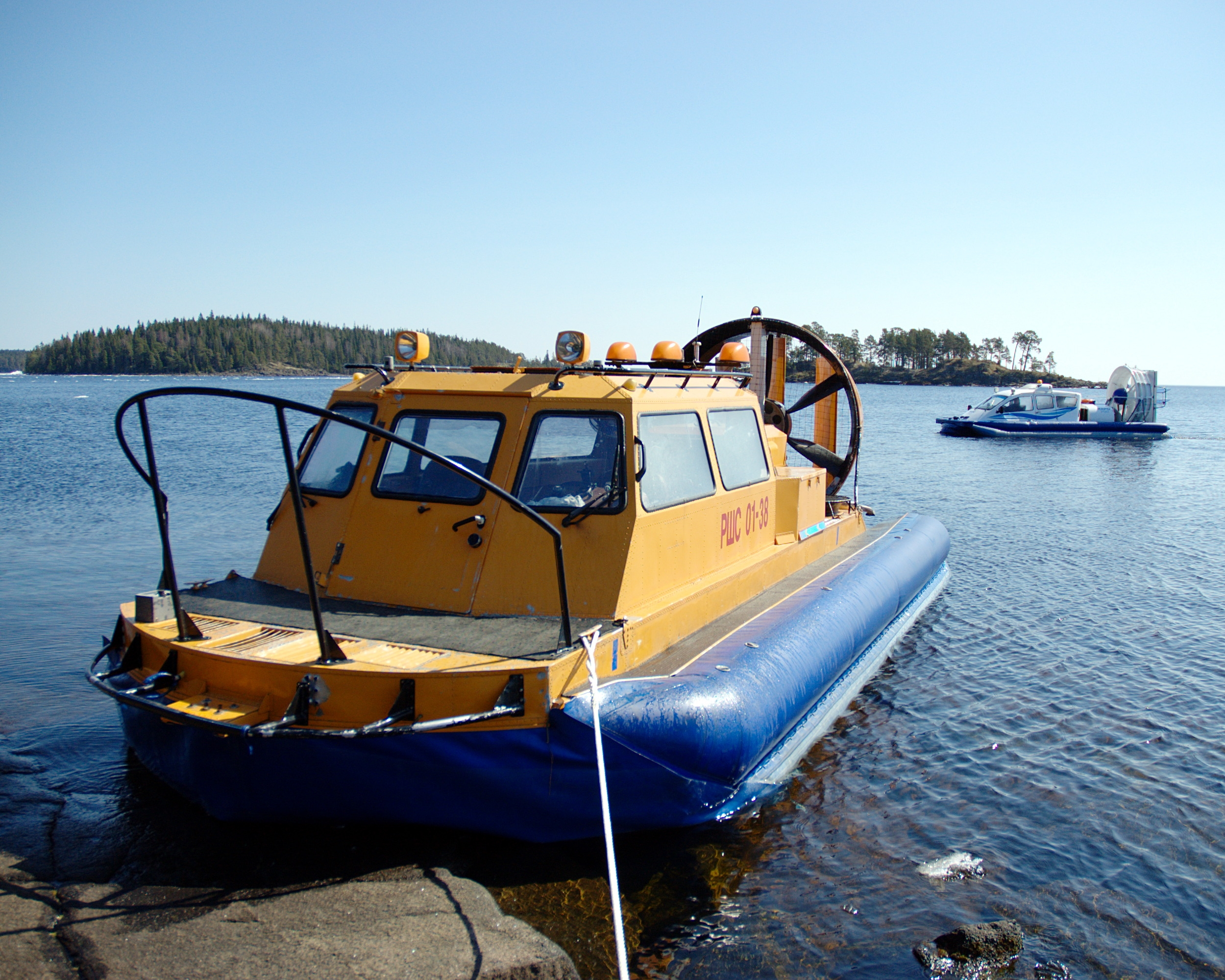
Судно на воздушной подушке у Валаама

## Рекреационные ресурсы

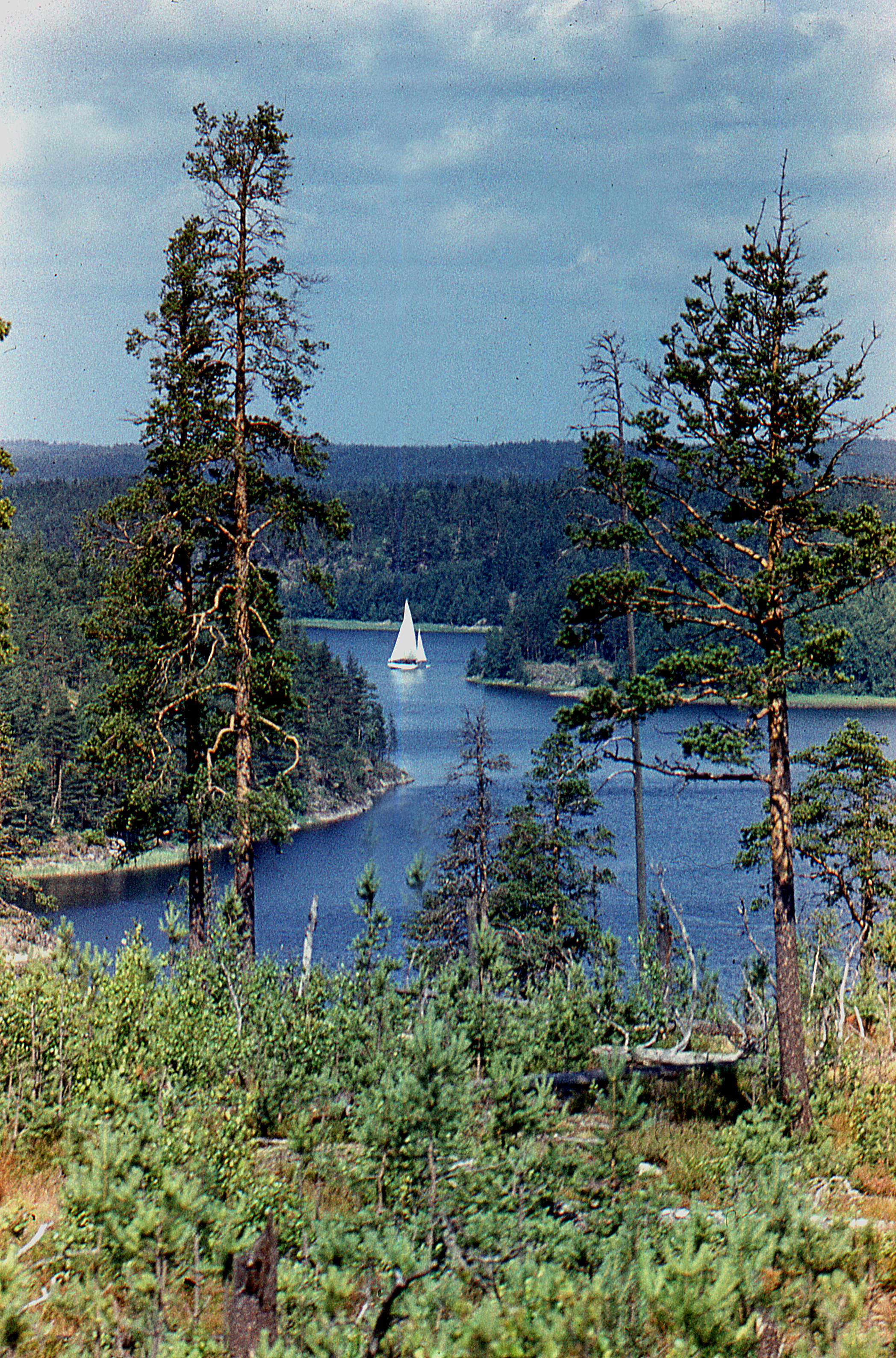
В ладожских шхерах (район острова Лауватсаари)

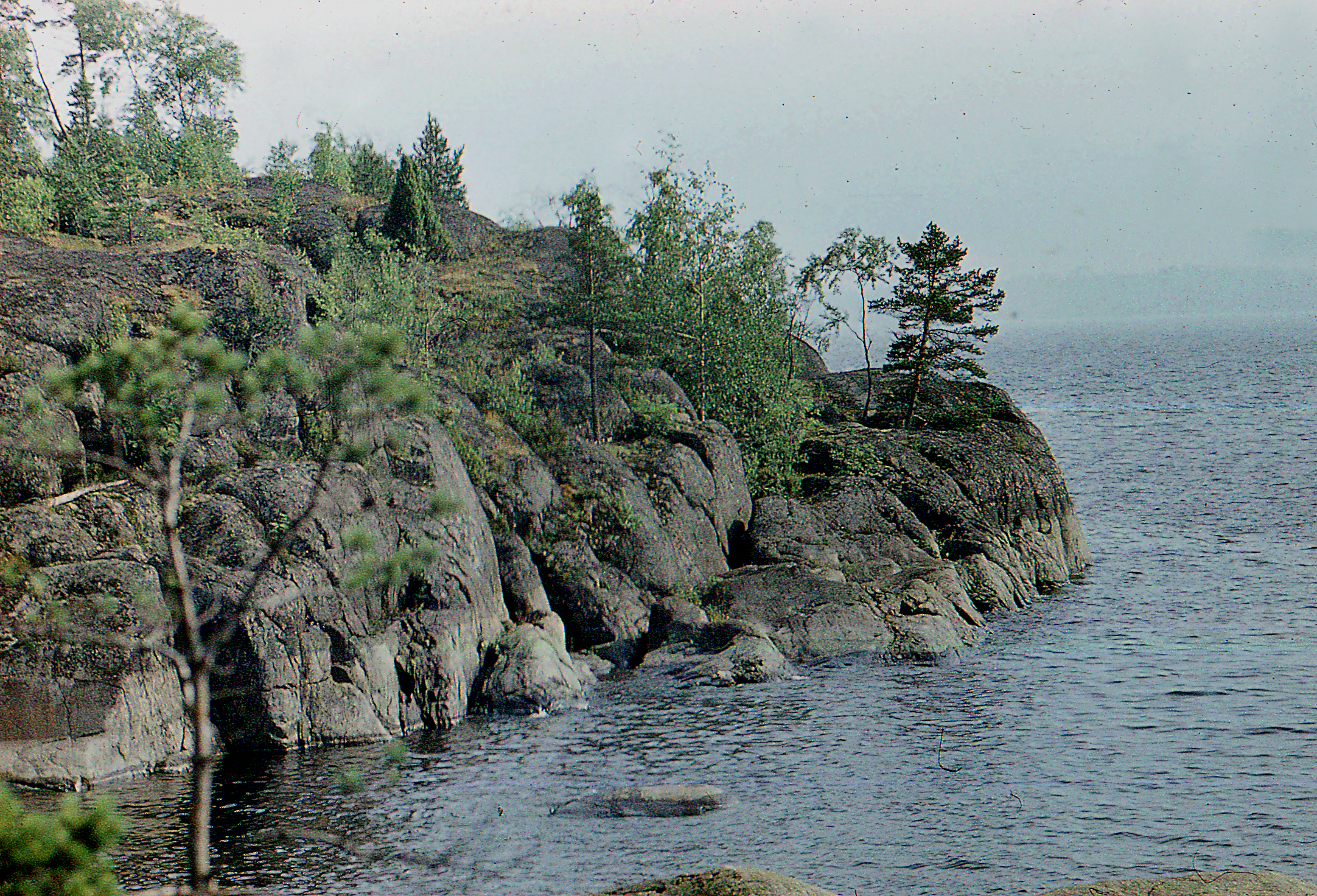
Скалы на о. Патасаари

Ладожское озеро, несмотря на холодную даже летом воду, привлекает множество отдыхающих: на озере имеются хорошие пляжи. Среди туристов-водников особенно популярны маршруты близ северных островов. Лучшее время для выхода в Ладогу на байдарке или катамаране — это июнь и июль: с приближением осени начинается время штормов, при которых волнение имеет выраженный морской характер.

### Нижнесвирский заповедник
Государственный природный заповедник, расположенный на правобережье реки Свирь при впадении в Ладожское озеро. Территория заповедника отнесена к водно-болотным угодьям международного значения в качестве гнездовых местообитаний и пролётных скоплений водоплавающих птиц. На территории заповедника зарегистрировано 256 видов птиц, 538 видов высших сосудистых растений, 44 вида млекопитающих.

### ОстровВалаам

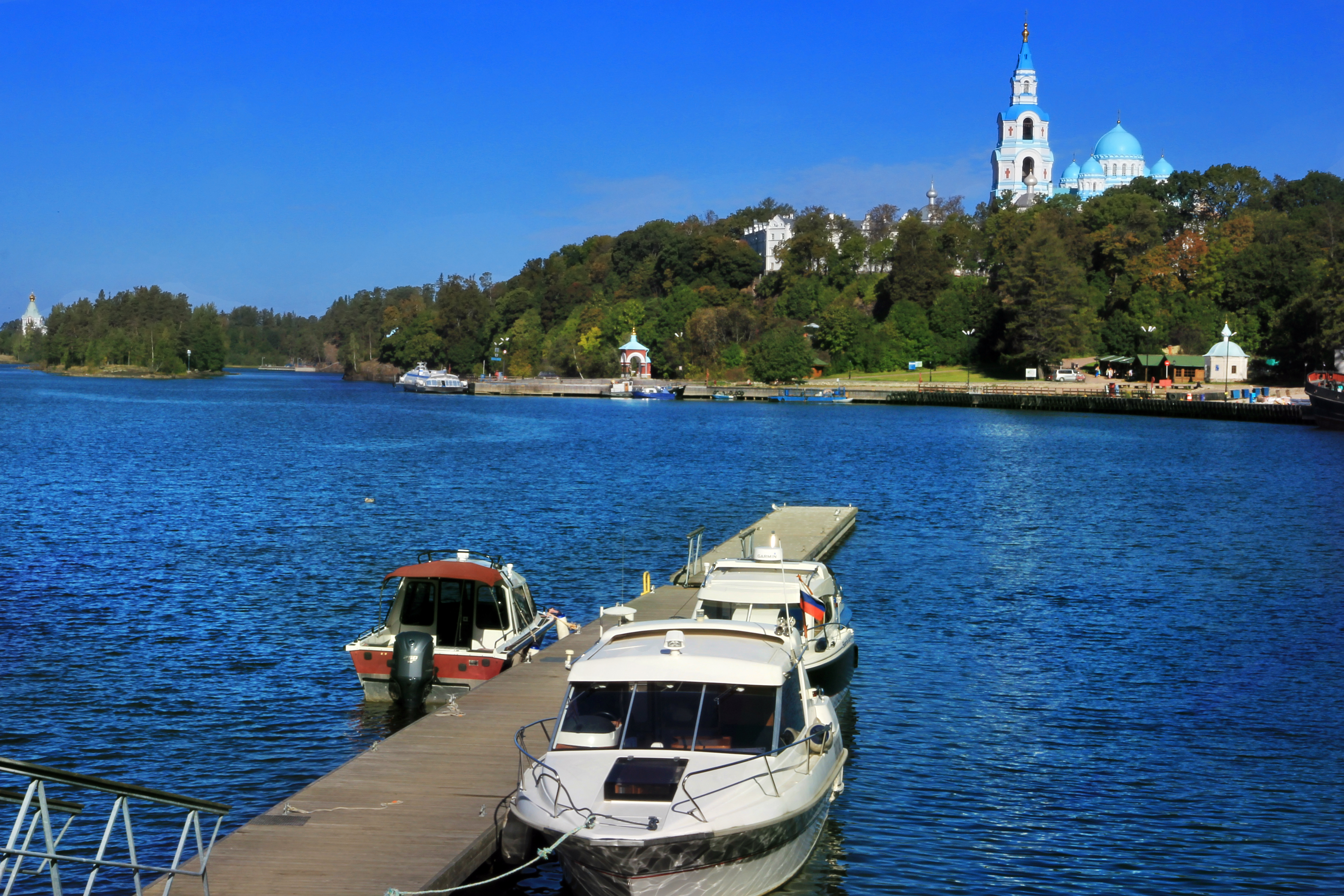
Архипелаг в Ладожском озере и Спасо-Преображенский Валаамский монастырь

Самый крупный остров (28 км²) в Валаамском архипелаге. Сложен базальтами и диабазами, покрыт хвойными лесами.
Монастырское предание гласит, что святой апостол Андрей Первозванный, просветитель скифов и славян, прибыв из Киева в Новгород, по реке Волхов достиг Ладожского озера, а затем Валаама, где благословил горы острова крестом.
На острове находится Валаамский в честь Преображения Господня ставропигиальный мужской монастырь. Монастырь был основан в X—XI веке. Центр ансамбля монастыря — пятиглавый Спасо-Преображенский собор в русско-византийском стиле (1887—1896, архитекторы А. В. Силин, Г. И. Карпов, Н. Д. Прокофьев). Сохранились также Святые ворота (конец XVII — начало XIX века), надворная церковь святых апостолов Петра и Павла (1802—1809), церковь Живоначальной Троицы (1814, 1837), гостиница (1852, архитектор А. М. Горностаев), работный дом (1871, архитектор Г. И. Карпов), игуменское кладбище с церковью Преподобных отцов (освящена в 1876). За пределами основного ансамбля располагаются скиты, часовни, поклонные кресты.

### ОстровКоневец

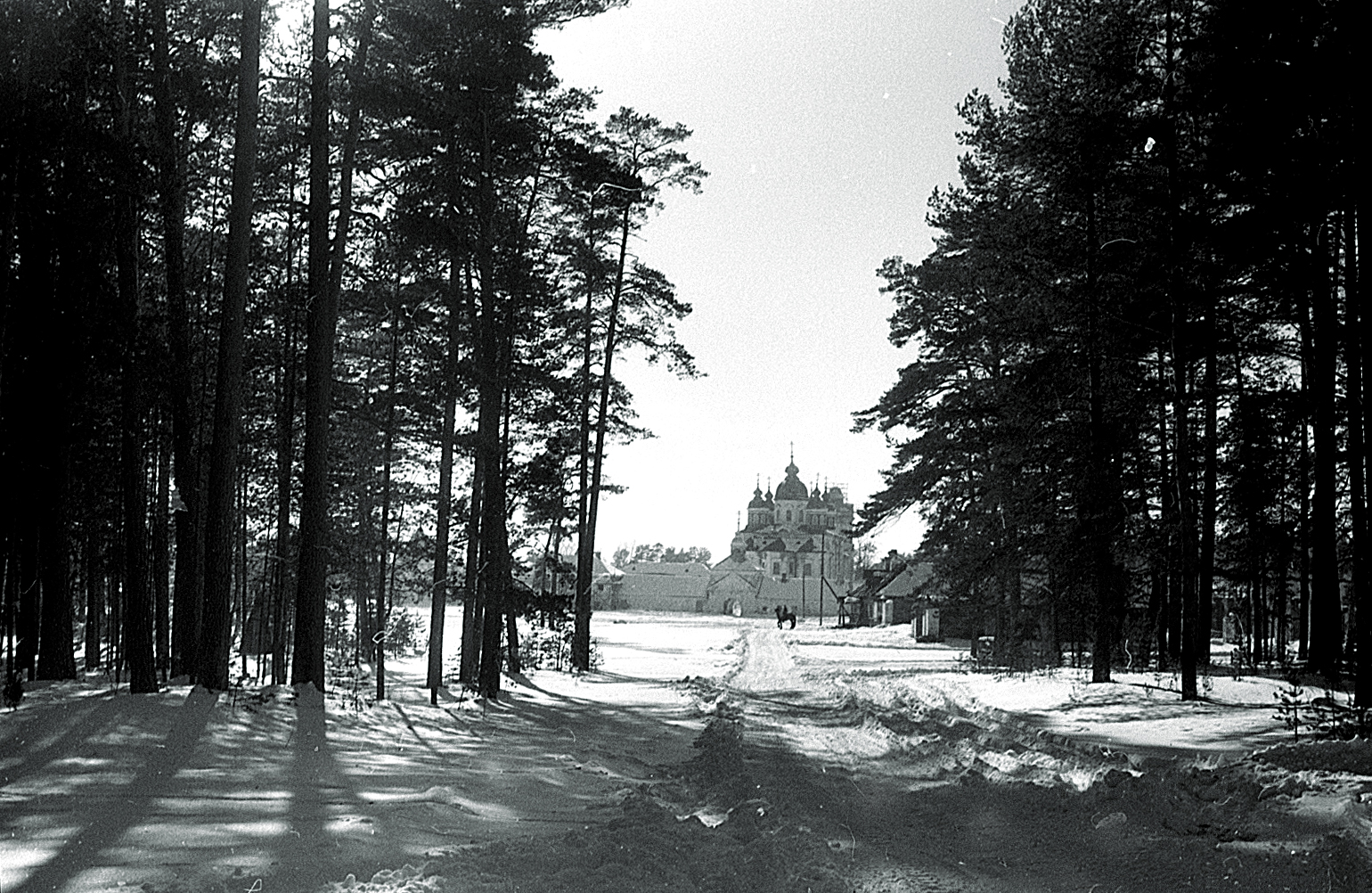
Коневский Рождество-Богородичный монастырь зимой

Остров площадью 8,5 км², на западе озера, в 6,5 км от берега. На острове расположен Коневский Рождество-Богородичный монастырь. Название острова происходит от находящегося здесь валуна весом более 750 тонн — Конь-камня, до конца XIV века служившего местом языческих жертвоприношений. Монастырь основан в 1393 году преподобным Арсением. Главной достопримечательностью монастыря является здание храма во имя Рождества Пресвятой Богородицы (первая половина XIX века, архитекторы С. Г. Иванов, И. Б. Слупский, А. М. Горностаев), в котором покоятся мощи Преподобного Арсения Коневского.

### Мемориал «Дорога жизни»

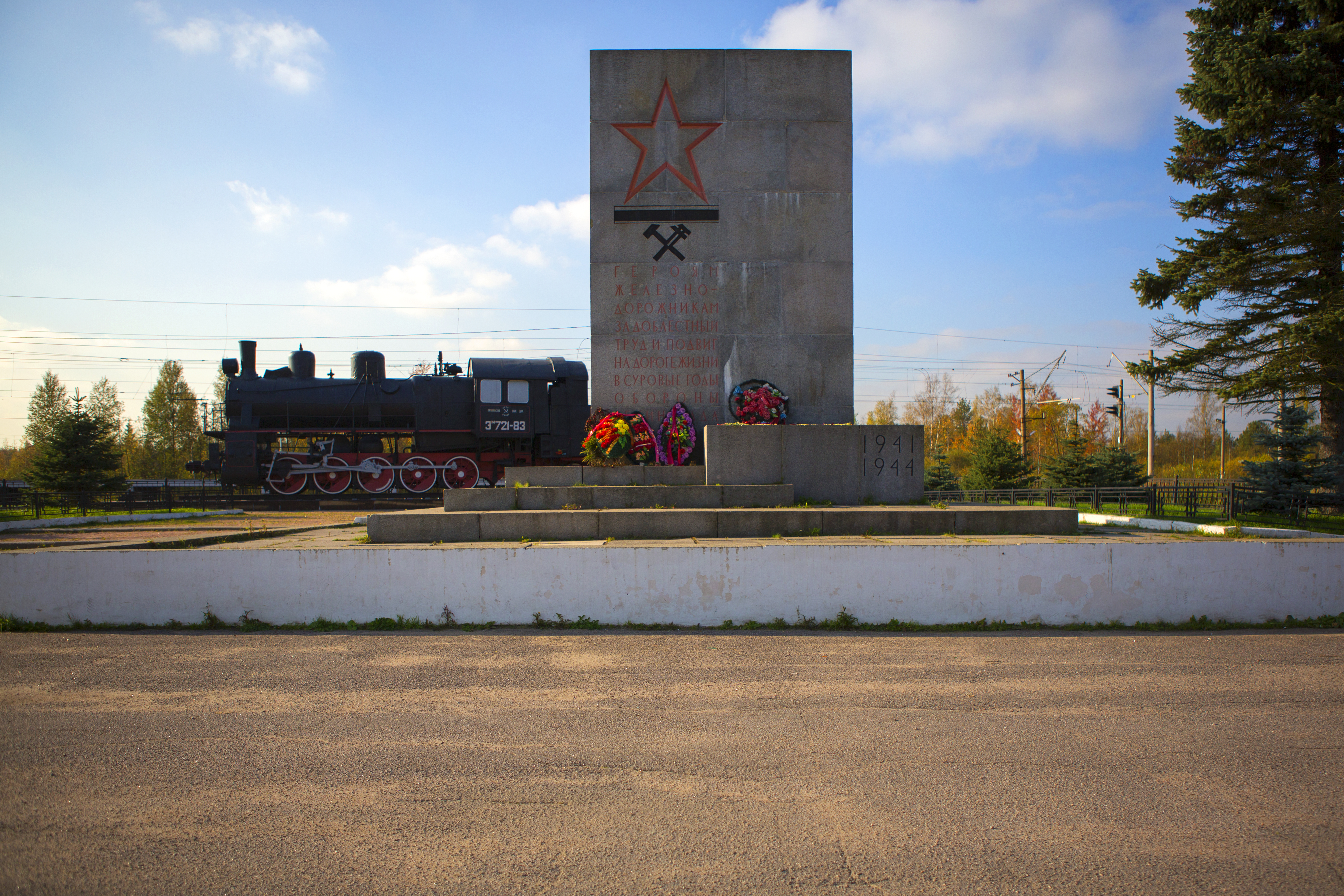
«Стальной путь»

Комплекс мемориальных сооружений в «Зелёном поясе Славы Ленинграда» на рубежах Ленинградской битвы 1941—1944 годов на маршруте Дороги жизни — единственной транспортной коммуникации, связывавшей Ленинград с остальной страной.
В комплекс входят монументы, мемориальные объекты, 46 памятных столбов вдоль шоссе и 56 столбов вдоль железной дороги.
Среди них:
- мемориальный комплекс «Цветок жизни» на 3-м км Дороги жизни (1968, архитекторы А. Д. Левенков, П. И. Мельников)[66];
- мемориальные стелы «Ржевский коридор», на городском отрезке Дороги жизни (1985, архитектор В. С. Лукьянов)[67];
- памятник-паровоз на железнодорожной станции Ладожское Озеро (1974, архитектор В. И. Кузнецов);
- мемориальный комплекс «Разорванное кольцо» на 40 км шоссе Дороги жизни, на берегу Ладожского озера близ деревни Коккорево (монумент и зенитная пушка, 1966, архитектор В. Г. Филиппов, скульптор К. М. Симун, инженер И. А. Рыбин)[68];
- монумент «Переправа» близ посёлка имени Морозова на правом берегу Невы, посвящённый воинам-понтонерам (1970, архитектор Л. М. Дрекслер, инженер Е. Н. Луцко);
- памятник-автомашина «Легендарная полуторка» на 84 км Мурманского шоссе, в деревне Дусьеве у развилки на Войбокало (1974, архитектор А. Д. Левенков, художник В. В. Фоменко)[69];
- стела «Стальной путь» на железнодорожной станции Петрокрепость, установленная в честь героев-железнодорожников, работавшим на Дороге жизни (1972, архитекторы М. Н. Мейсель, И. Г. Явейн, скульптор Г. Д. Глинман) и другие[34].

### Новая Ладога

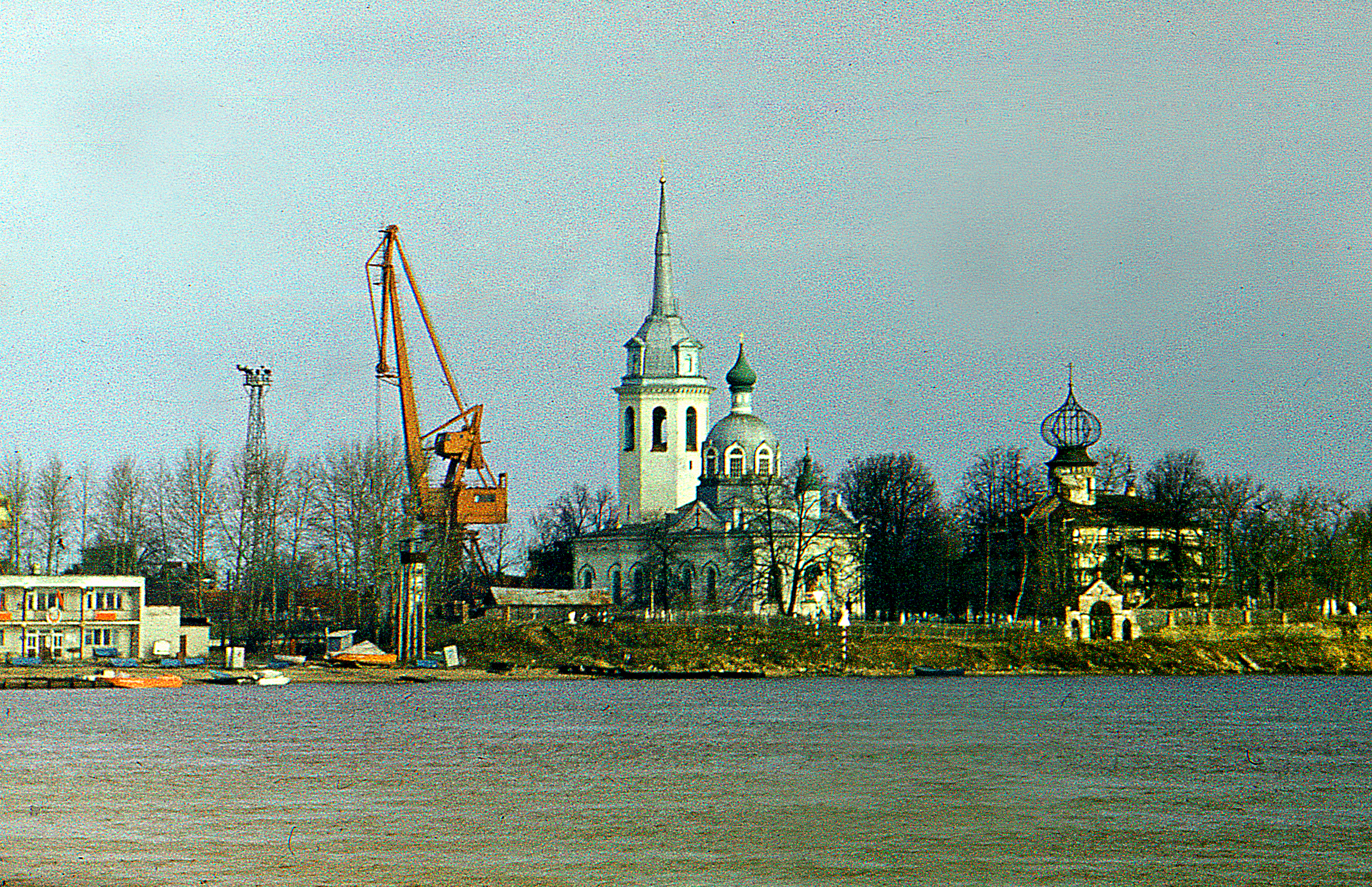
Вид на Никольский собор (в ходе ремонта)

Город расположен на левом берегу реки Волхов, в месте впадения её в Ладожское озеро. Новая Ладога основана в 1704 году императором Петром I. Среди достопримечательностей города: Николо-Медведский монастырь (храм Иоанна Богослова (XVII век), Никольский собор (XV—XVI век), остатки стены и рва), здание Гостиного двора (1841), казармы бывшего Суздальского полка (XVIII век), памятник А. В. Суворову, Староладожский канал (первая половина XVIII века).

### Шлиссельбург

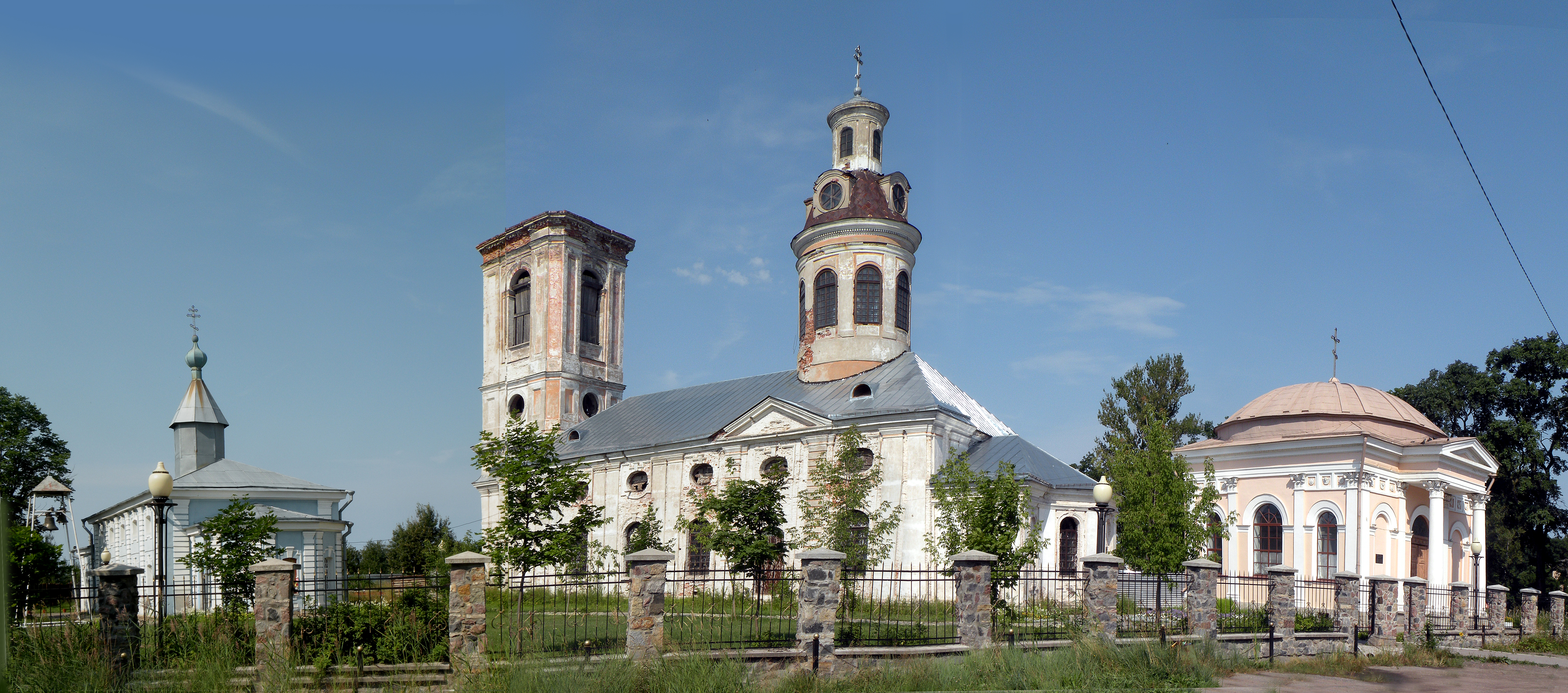
Шлиссельбург. Соборный комплекс

Шлиссельбург расположен на левом берегу у истоков реки Невы у Ладожского озера. Город был основан новгородским князем Юрием Даниловичем в 1323 году, заложившем на острове Орешек деревянную крепость. В 1613 году во время шведской интервенции крепость была захвачена шведами и переименована в Нотебург. В 1702 году отвоёван у шведов Петром I, который дал городу его нынешнее название.
Среди достопримечательностей города: крепость Орешек (1323), памятник Петру I (архитектор М. М. Антокольский), Староладожский канал (первая половина XVIII века), Благовещенский собор (1764—1795), Никольская церковь (1739).
|                                                  |                                            |                                            |                                                        |                       |                                                                             |
| Спасо-Преображенский собор Валаамского монастыря | Коневский Рождество-Богородичный монастырь | Мемориальный комплекс «Разорванное кольцо» | Церковь в устье Староладожского канала в Шлиссельбурге | Бывшая кирха в Харвиа | Скульптура «Кит» на Ладожском озере. Автор: кузнец-художник Даниил Руденко. |

### Приозерск

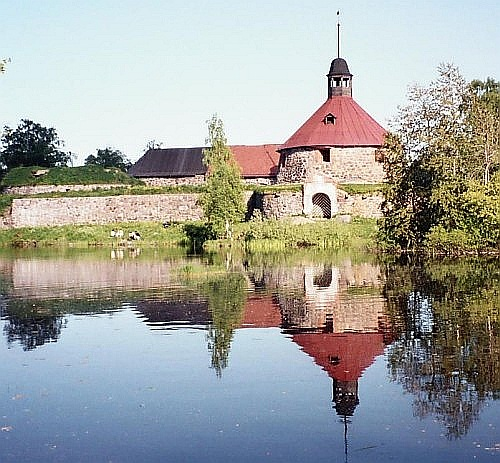
Крепость Корела в Приозерске

Карельское поселение на этом месте известно с XII века. В 1310 году новгородцы построили в устье Вуоксы капитальную крепость Корела. В 1580 году крепость взяли шведы и переименовали её в Кексгольм. В 1710 году перешла во владение Российской империи.
В городе находятся крепость Корела с Круглой башней (1364), невысокой оборонительной стеной и земляными валами, старым (1591) и новым арсеналами, крепостными воротами; церковь Рождества Пресвятой Богородицы (1847, архитектор Л. Висконти), церковь Всех Святых (1890—1892, архитектор Я. Аринберг), лютеранская кирха (1930, архитектор Армас Линдгрен).

### Ладога-Трофи
С 1997 года регулярно проводится международное спортивно-туристическое мероприятие трофи-рейд «Ладога» вокруг Ладожского озера. В нём участвуют внедорожные автомобили. Гонка стартует и финиширует в Санкт-Петербурге, протяжённость рейда около 1200 километров, из которых порядка 120 километров составляют спецучастки. В регламенте соревнования имеется специальный раздел правил, охраняющий природу Ладожского озера и его побережья.

## Ладога в культуре

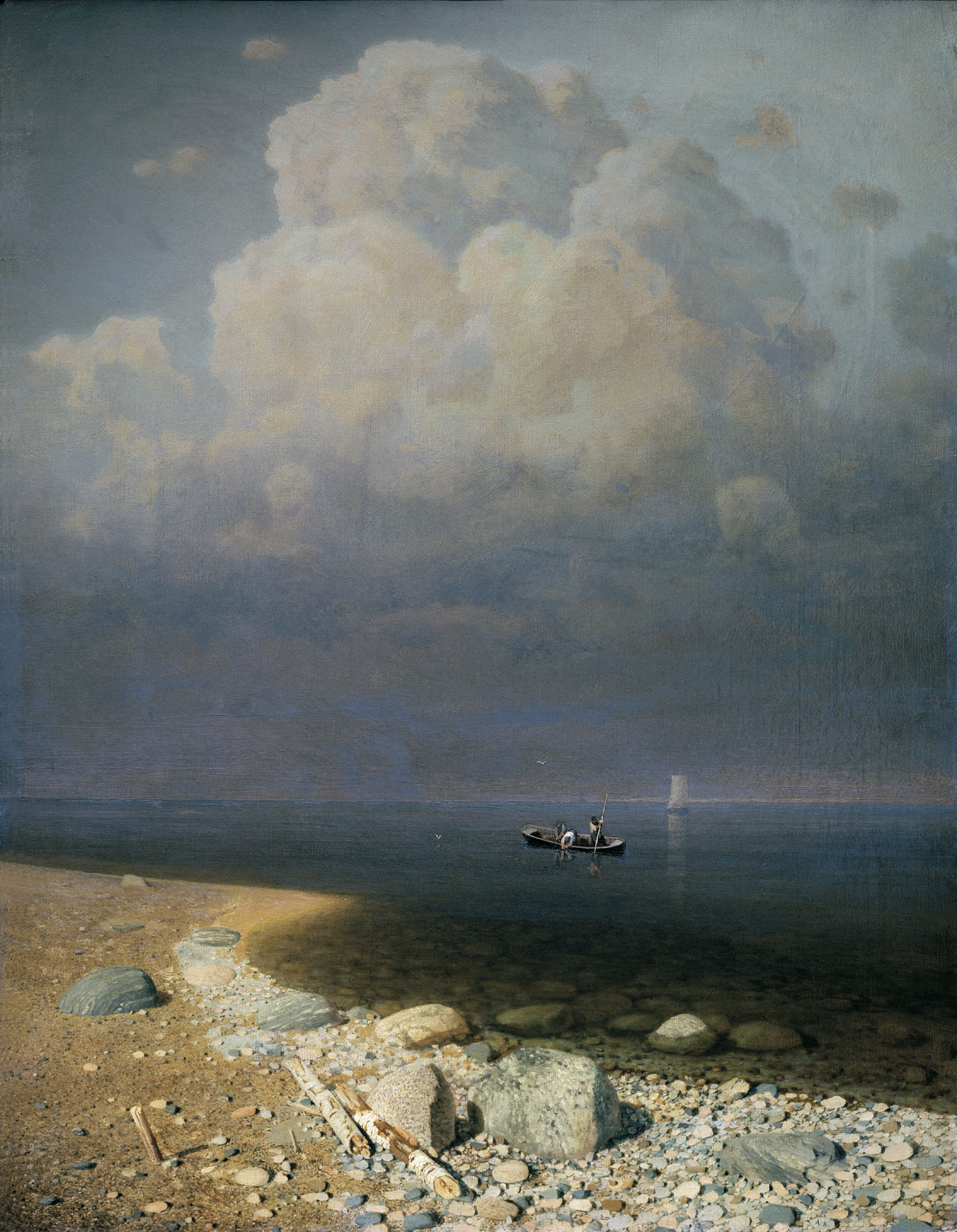
А. И. Куинджи. Ладожское озеро. 1873 г.

Ладога, как место совместного обитания карелов и русских, наложила заметный отпечаток на формирование их мировоззрения и культуры. По южной части Ладожского озера проходил легендарный «путь из варяг в греки», в немалой степени способствовавший сближению культур населявших эту местность народов.

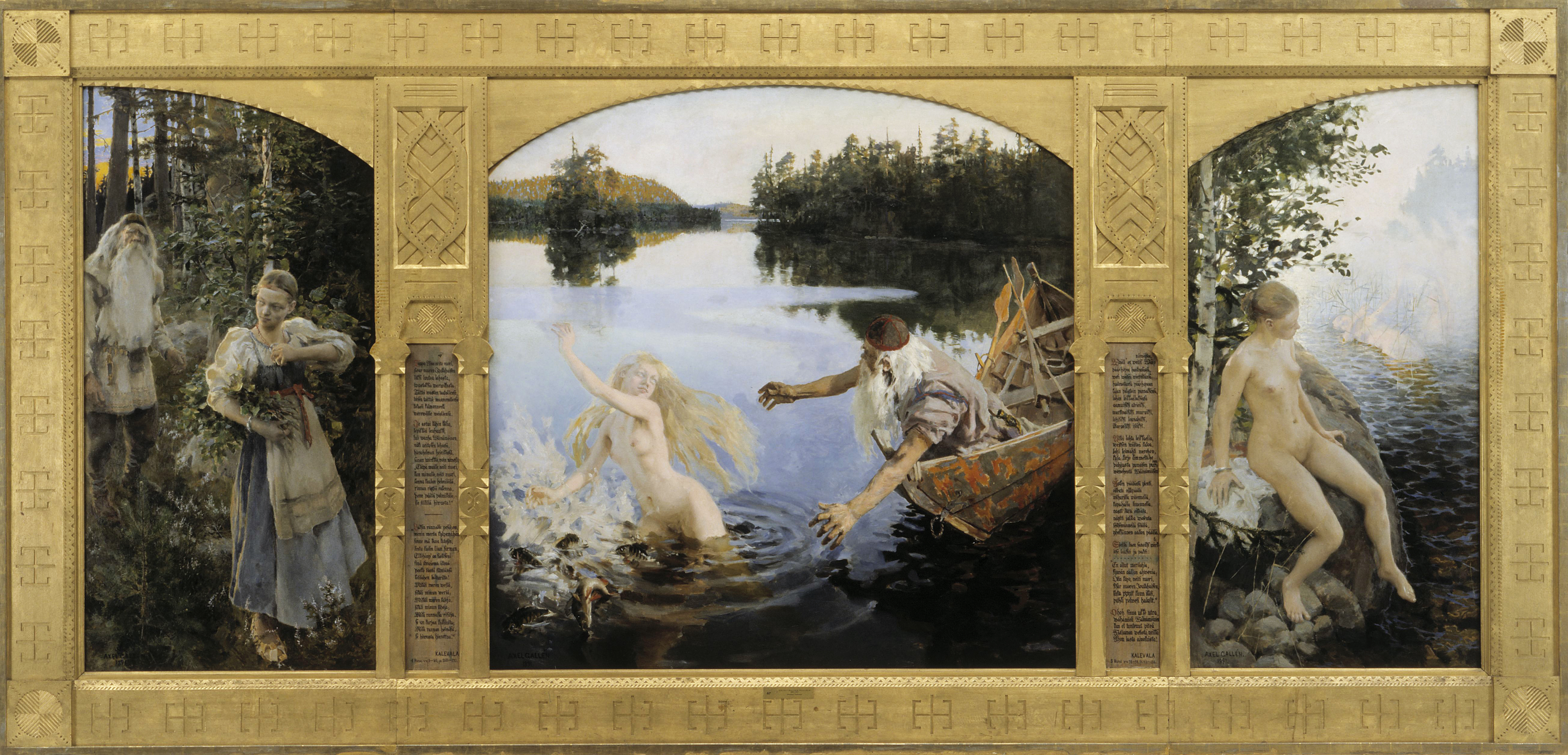
Галлен-Каллела. Эпизоды из «Калевалы»

В районе северной Ладоги происходили события, вошедшие в карельский эпос «Калевала», в устной форме передаваемый народными сказителями — рунопевцами, сопровождавшими свой рассказ игрой на национальном инструменте — кантеле.
В городе Сортавала стоит памятник наиболее известному из них, Петри Шемейкке. Стихотворный размер, свойственный карельскому эпосу, был использован Лонгфелло при изложении эпоса индейцев Северной Америки в его «Песни о Гайавате».
Природа Северного Приладожья отражена в картинах классика финской живописи Аксели Галлен-Каллелы, современника Николая Рериха, с которым его связывала личная дружба, поддерживаемая оживлённой творческой перепиской. Рерих ещё в свои ранние годы (1899 г.) прошёл по Волхову из озера Ильмень в Ладожское озеро. В 1907 году он посетил Гельсингфорс (Хельсинки), Иматру, Савонлинну, Турку и Лохью, а с 1916 года вообще поселился в Сортавале и провёл там около двух лет, посещая живописные её окрестности и острова Западного архипелага. Его специфическое мировоззрение сформировалось именно здесь, и он состоялся как творческая личность. Здесь написаны около двухсот его этюдов и картин, в том числе отмеченная Львом Толстым картина «Заморские гости». Написаны почти все его стихи, ряд статей, сказка «Гример-великан», пьеса «Милосердие», а также единственная повесть — «Пламя». Совместно с Горьким и Репиным он сыграл существенную роль в развитии русско-финских культурных связей.
Ладога занимает особое место в русской живописи. Живописная природа озера и особенно Валаамских островов притягивала русских пейзажистов ещё с середины XIX века. Первозданная природа послужила натурой для работ таких известных мастеров как И. И. Шишкин, А. И. Куинджи, Ф. А. Васильев, Н. К. Рерих.